# Charles Quint
Ne doit pas être confondu avec Charles de Habsbourg.
Pour les articles homonymes, voir Charles V.
 (août 2020).
Charles de Habsbourg, né le 24 février 1500 à Gand (comté de Flandre) et mort le 21 septembre 1558 au monastère de Yuste (Espagne), élu en 1520 empereur sous le nom de Charles V, couramment appelé en français Charles Quint,, est le monarque européen le plus puissant de la première moitié du XVIe siècle. Fils de Philippe le Beau et de Jeanne la Folle, il est héritier par son père des possessions de la maison de Habsbourg (archiduché d'Autriche, etc.) ainsi que des dix-sept provinces des Pays-Bas et de la Franche-Comté, et par sa mère des royaumes de Castille et d'Aragon (sous le nom de Charles Ier) et de l'empire colonial espagnol, ainsi que du royaume de Naples (Charles II). 
Cette accumulation de territoires et de pouvoirs est en partie le résultat du hasard (la mort de sa tante, Isabelle d'Aragon, princesse des Asturies, en 1498, puis du fils de cette dernière, l'infant Miguel de la Paz, en juillet 1500, ont fait de sa mère l'héritière des deux couronnes espagnoles), mais surtout le résultat d'une politique délibérée d'alliances matrimoniales qui a fait de lui l'héritier de quatre dynasties : petit-fils de la duchesse Marie de Bourgogne, de Maximilien d'Autriche, d'Isabelle la Catholique, reine de Castille, et de Ferdinand le Catholique, roi d'Aragon et de Naples, il est duc de Bourgogne sous le nom de Charles II, roi des Espagnes sous le nom de Charles Ier (en espagnol Carlos I), mais est surtout passé à la postérité comme l'empereur romain germanique Charles V (en allemand Karl V.).
Il apparaît comme le dernier empereur qui ait souhaité réaliser le rêve carolingien d'un empire à la tête de la chrétienté unie. Cette volonté d'unité chrétienne face à la progression de l'Empire ottoman dans les Balkans et en Méditerranée a été systématiquement combattue par les rois de France François Ier et Henri II, qui recherchent volontiers l'alliance turque, et remise en cause par la Réforme protestante, initiée par Martin Luther à partir de 1517. À ces problèmes qui se posent pendant tout son règne s'ajoutent des révoltes en Castille, dans le Saint-Empire, en Flandre et en Brabant.
Au terme d'une vie de combats, miné physiquement et désabusé par ses échecs face à la France, aux luthériens et à sa propre famille, il se dépouille volontairement de ses pouvoirs. Par une série de conventions avec son frère Ferdinand, il lui cède les États autrichiens et la dignité impériale. Le 25 octobre 1555, à Bruxelles, il abdique ses droits sur les Pays-Bas, unis par la Pragmatique Sanction (1549) et séparés de l'Empire par la transaction d'Augsbourg, en faveur de son fils Philippe, déjà duc de Milan et roi de Naples, et lui cède enfin ses droits sur l'Espagne en 1556. Il se retire alors dans le Monastère de Yuste pour ses dernières années de vie. Il y meurt le 21 septembre 1558, âgé de 58 ans. Ses restes sont transférés en 1574 de ce monastère à la nécropole royale de l'Escurial, édifiée par son fils Philippe à 40 km de Madrid.

## Jeunesse

### Origines familiales

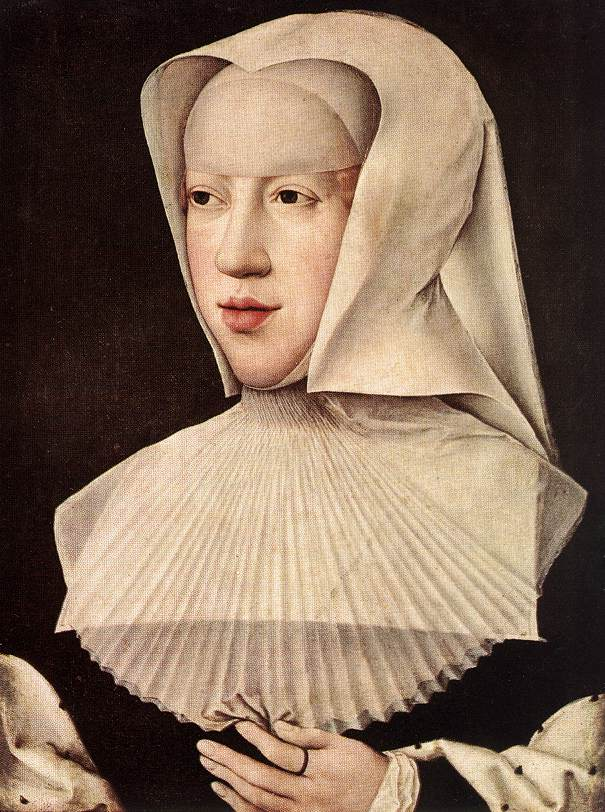
Marguerite d'Autriche, tante de Charles Quint et régente des Pays-Bas par Bernard van Orley.

Charles naît le 24 février 1500 au palais aujourd'hui disparu du Prinsenhof de Gand, alors la plus grande ville du comté de Flandre et des Pays-Bas bourguignons.
Son père est Philippe de Habsbourg, dit « Philippe le Beau » (1478-1506), duc de Bourgogne et souverain des Pays-Bas, fils de Marie de Bourgogne (1457-1482), elle-même fille de Charles le Téméraire (1433-1477), de la maison de Valois-Bourgogne, et de l'archiduc Maximilien d'Autriche (1459-1519), de la maison de Habsbourg, futur empereur.
Sa mère est Jeanne de Castille, dite « Jeanne la Folle » (1479-1555), fille de la reine Isabelle de Castille (1451-1504) et du roi Ferdinand d'Aragon (1452-1516), les « Rois catholiques ». Jeanne devient reine de Castille en 1504 et reine d'Aragon en 1516, réunissant les deux royaumes, mais compte tenu de ses problèmes psychiques, sous la tutelle de son père (1504-1516), puis de son fils (1516-1555).
Le jeune prince est porté sur les fonts baptismaux par Marguerite d'York (1446-1503), belle-mère de Marie de Bourgogne et veuve de Charles le Téméraire, dont il reçoit le prénom, et par un aristocrate néerlandais, Guillaume de Croÿ, marquis d'Aerschot, qui sera son précepteur.
La fratrie compte cinq autres enfants, dont deux nés en Espagne et trois aux Pays-Bas, comme Charles :
- Éléonore (1498-1558), née à Louvain ;
- Isabelle (1501-1526), née à Bruxelles ;
- Ferdinand (1503-1564), né à Alcalá de Henares (royaume de Castille) ;
- Marie (1505-1558), née à Bruxelles ;
- Catherine (1507-1578), née à Torquemada (royaume de Castille).

Charles porte dès la naissance le titre d'archiduc d'Autriche, du fait qu'il est un Habsbourg. Pour des raisons de prestige, plusieurs empereurs ayant porté ce titre[pas clair], son père lui confère également celui de duc de Luxembourg, délaissant celui de comte de Charolais, traditionnel dans la dynastie des ducs de Bourgogne pour l'héritier présomptif.

### Enfance aux Pays-Bas
En 1504, ses parents quittent les Pays-Bas pour prendre possession du trône de Castille. Mais Philippe le Beau meurt prématurément le 25 septembre 1506, apparemment d'une fièvre typhoïde. Charles, âgé de 6 ans, devient le souverain des fiefs de l'héritage des ducs de Bourgogne. En ce qui concerne la régence, les États généraux refusent Maximilien, avec lequel ils ont eu de sérieux démêlés par le passé et c'est sa fille Marguerite (1480-1530) qui est nommée régente. Elle réside à Bruxelles ou à Malines.
Jeanne, très affectée par la mort de son époux, décide de rester près de lui en Espagne, sans faire venir ses quatre enfants restés aux Pays-Bas. Charles, Éléonore, Isabelle et Marie se trouvent donc sous la tutelle de Maximilien qui confie la responsabilité de leur éducation à Marguerite. En revanche, Ferdinand reste en Espagne, sous la tutelle de Ferdinand d'Aragon. Catherine, née en 1507, est élevée par Jeanne.

### Formation

#### Précepteurs
Souffrant d'une profonde solitude affective, Charles est éduqué par des hommes qui ont l'âge d'être ses grands-pères. Il reçoit comme principal précepteur Adrien Floriszoon, recteur de l'université de Louvain, devenu pape sous le nom d'Adrien VI de janvier à août 1522, le dernier pape non italien jusqu'à Jean-Paul II. Il lui doit  : « une piété profonde, un christianisme essentiel, non confessionnalisé, contemporain des frères de la Vie commune » et de la devotio moderna".
Deux membres de la puissante[réf. nécessaire] maison de Croÿ : Charles, comte de Chimay, puis Guillaume, seigneur de Chièvres, seront aussi chargés de son éducation. Le dernier lui sera d'un grand dévouement, saura répondre à ses besoins affectifs et le servira jusqu'à sa mort.

#### Une éducation en français exaltant la maison de Bourgogne
Il est principalement éduqué en français, langue des ducs de Bourgogne, des Pays-Bas bourguignons et des élites néerlandophones,. Maximilien s'exprime principalement en français.
Charles est aussi élevé dans une perspective exaltant la grandeur des ducs de Bourgogne, dont il porte le titre, et qui depuis le début du XVe siècle et l'assassinat de Jean sans Peur, étaient en conflit quasi permanent avec les rois de France, leurs cousins.
Maximilien lui inculque aussi le respect des traditions de la cour de Bourgogne, en relation avec un idéal chevaleresque de respect à la dame de son cœur. Marie de Bourgogne lui a légué selon Pierre Chaunu :

« la mémoire d'un passé porteur d'une identité forte, entretenue par la méfiance à l'égard de la branche aînée [de la maison de Valois] et le maintien - cahin-caha - du fragile héritage bourguignon. L'idéal chevaleresque de Maximilien y trouve un sens : sauver la dame de son cœur et les trois quarts au moins de son héritage. »

Charles a un livre de prédilection, dont il a toujours un exemplaire près de lui, le Chevalier délibéré, poème épique du Bourguignon Olivier de la Marche, qui renforce son attachement à la lignée brisée des ducs Valois-Bourgogne que lui a transmis aussi Maximilien, ainsi que sa méfiance vis-à-vis des rois de France, que l'héritage italien des rois d'Aragon et l'élection impériale de 1519 ne feront qu'amplifier[pas clair].
Selon Pierre Chaunu l'opposition avec le royaume de France est aussi liée à une opposition sur le mode de dévolution des héritages. Avec la loi salique, seuls les enfants mâles peuvent hériter. Or, Charles Quint tient une large partie de son héritage de deux femmes Marie de Bourgogne et Jeanne la Folle.

#### Une formation chevaleresque plutôt qu'humaniste
Son éducation est plus proche de celle des chevaliers que de celle qui est prônée par les humanistes. S'il a un penchant pour les armes, les exercices physiques et les chevaux, il n'en regrettera pas moins durant sa vie adulte de n'avoir pas réellement appris le latin qui est alors la langue de la culture écrite.
À la fin de sa vie, il maîtrisera suffisamment le castillan pour superviser la traduction dans cette langue du Chevalier délibéré. Il a aussi appris l'allemand des camps militaires.

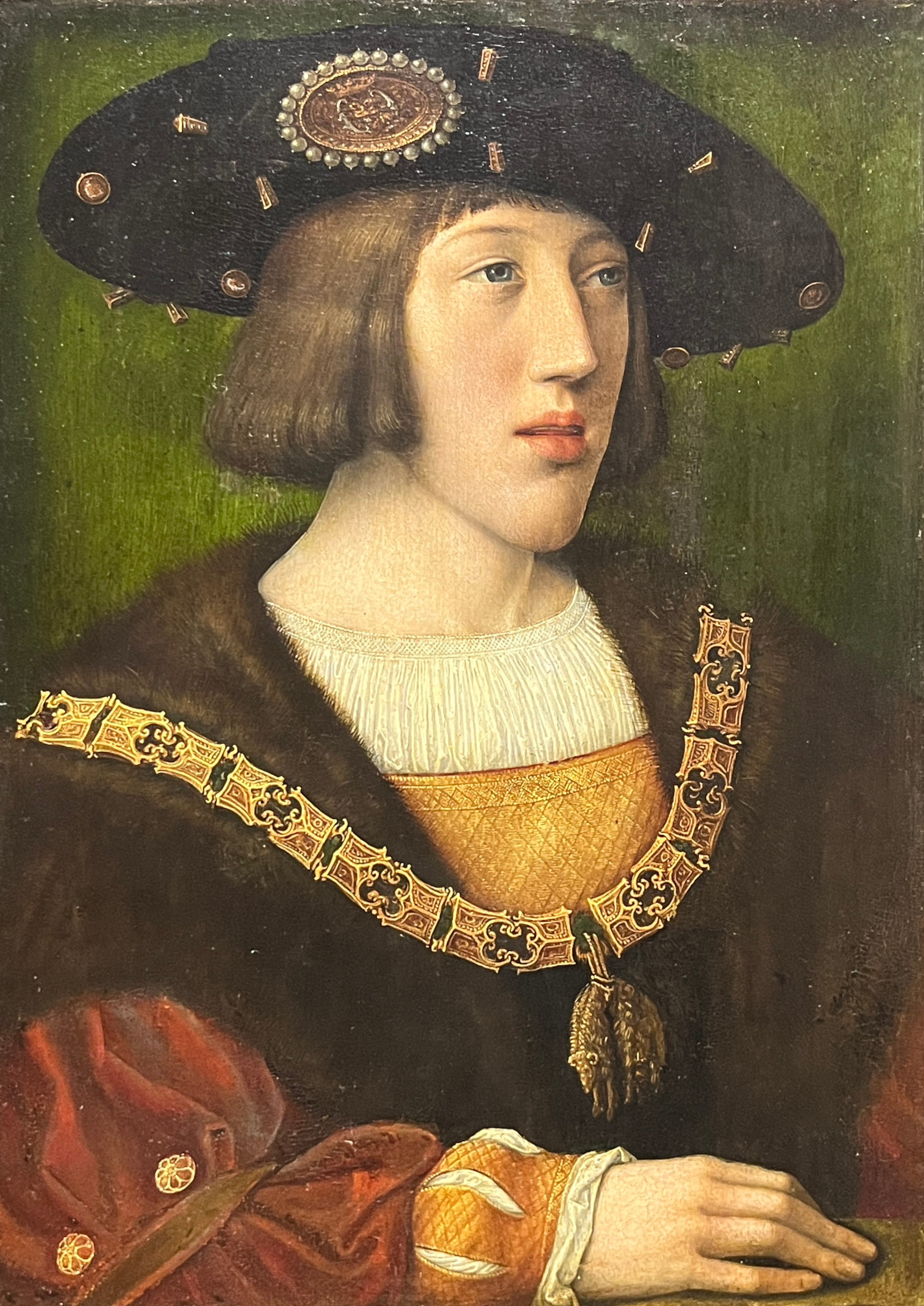
Portrait de Charles Quint adolescent par Bernard van Orley (vers 1516).

## Personnalité

### Problèmes de santé
Charles souffre de la promandibulie habsbourgeoise, déformation congénitale de la mâchoire, qui va empirer dans les générations ultérieures des membres de la maison de Habsbourg. Héritage de ses aïeux bourguignons, c'est une maladie liée aux mariages consanguins qui se pratiquent alors dans les familles régnantes.
Il souffre aussi de crises d'épilepsie et de la goutte, vraisemblablement liée à un régime alimentaire fondé sur les viandes rouges.
Lorsqu'il se retire au monastère de Yuste, il doit utiliser une sorte de chaise roulante pour se déplacer. Pour faciliter l'accès à ses appartements, on lui construit une rampe.

### Un homme politique
Selon Salvador de Madariaga son génie est de ne pas en avoir, de le savoir et d'accepter de s’entourer des meilleurs sans prendre ombrage de leur génie propre. Peu préparé sur le plan intellectuel à l'exercice de la fonction royale, il en a néanmoins appris une certaine pratique à Gand, Bruxelles et Malines.
Du fait de la dispersion de ses territoires et d'un mode de gestion très décentralisé, de 1517 à 1558, il a passé un quart de son règne en voyage. Il a été en campagne durant cinq cents jours et a passé deux cents jours en mer. Si l'on prend en compte son temps de présence dans chacun de ses territoires, il a séjourné dix-sept ans en Espagne, dix ans aux Pays-Bas, moins de neuf ans dans l'Empire et deux ans et demi en Italie.

### Charles Quint et les femmes

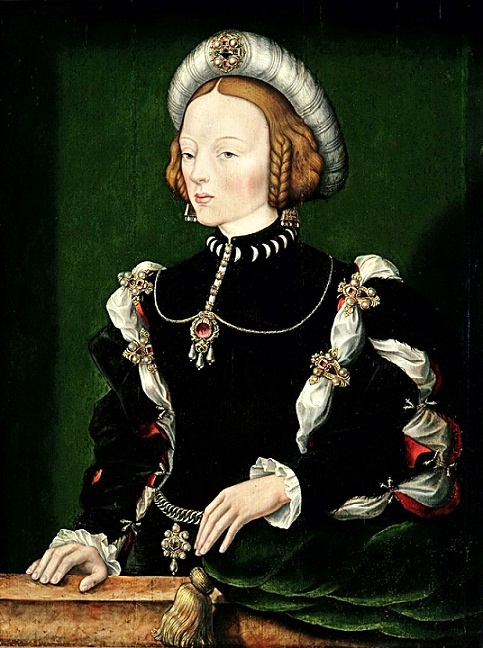
Isabelle de Portugal.

Charles Quint se marie le 11 mars 1526 en son palais de Séville avec sa cousine l'infante Isabelle de Portugal (1503-1539), sœur du roi Jean III de Portugal, lui-même marié peu de temps auparavant avec Catherine d'Autriche, sœur cadette de Charles Quint, pour conforter son alliance avec l'Espagne et le Saint-Empire romain germanique. De cette union naissent :
- Philippe (21 mai 1527-13 septembre 1598) qui épouse en 1543 sa cousine, Marie de Portugal (1527-1545), puis en 1554, sa cousine, la reine Marie Ire d'Angleterre (1516-1558), puis en 1559, Élisabeth de France (1545-1568), puis en 1570 sa nièce, Anne d'Autriche (1549-1580) ;
- Marie (21 juin 1528-26 février 1603) qui épouse en 1548 son cousin Maximilien II d'Autriche (1527-1576) ;
- Ferdinand (22 novembre 1529-13 juillet 1530), mort jeune ;
- Fils sans nom (29 juin 1534) ;
- Jeanne (24 juin 1535-7 septembre 1573) qui épouse en 1552 son cousin Jean-Manuel prince héritier de Portugal (1537-1554) ;
- Jean (19 octobre 1537-20 mars 1538), comte de Flandre ;
- Fils sans nom (mort-né le 20 avril 1539).

On lui connaît également des enfants illégitimes mais tous sont nés avant son mariage ou lors de son veuvage :
- Isabelle (1518-?), fille de Germaine de Foix, reine douairière d'Aragon (1488-1538)
- Marguerite (1522-1586), fille de Jeanne van der Gheynst
- Jeanne (1522-1530)
- Thadée (1523-1562), fille d'Orsolina della Penna (it)
- Juan (1547-1578), fils de Barbara Blomberg (1527-1597)

## Les possessions de Charles Quint et leur gouvernement

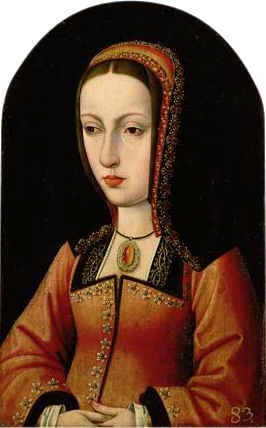
La reine Jeanne de Castille, mère du roi d'Espagne, à l'époque de son mariage (vers 1495).

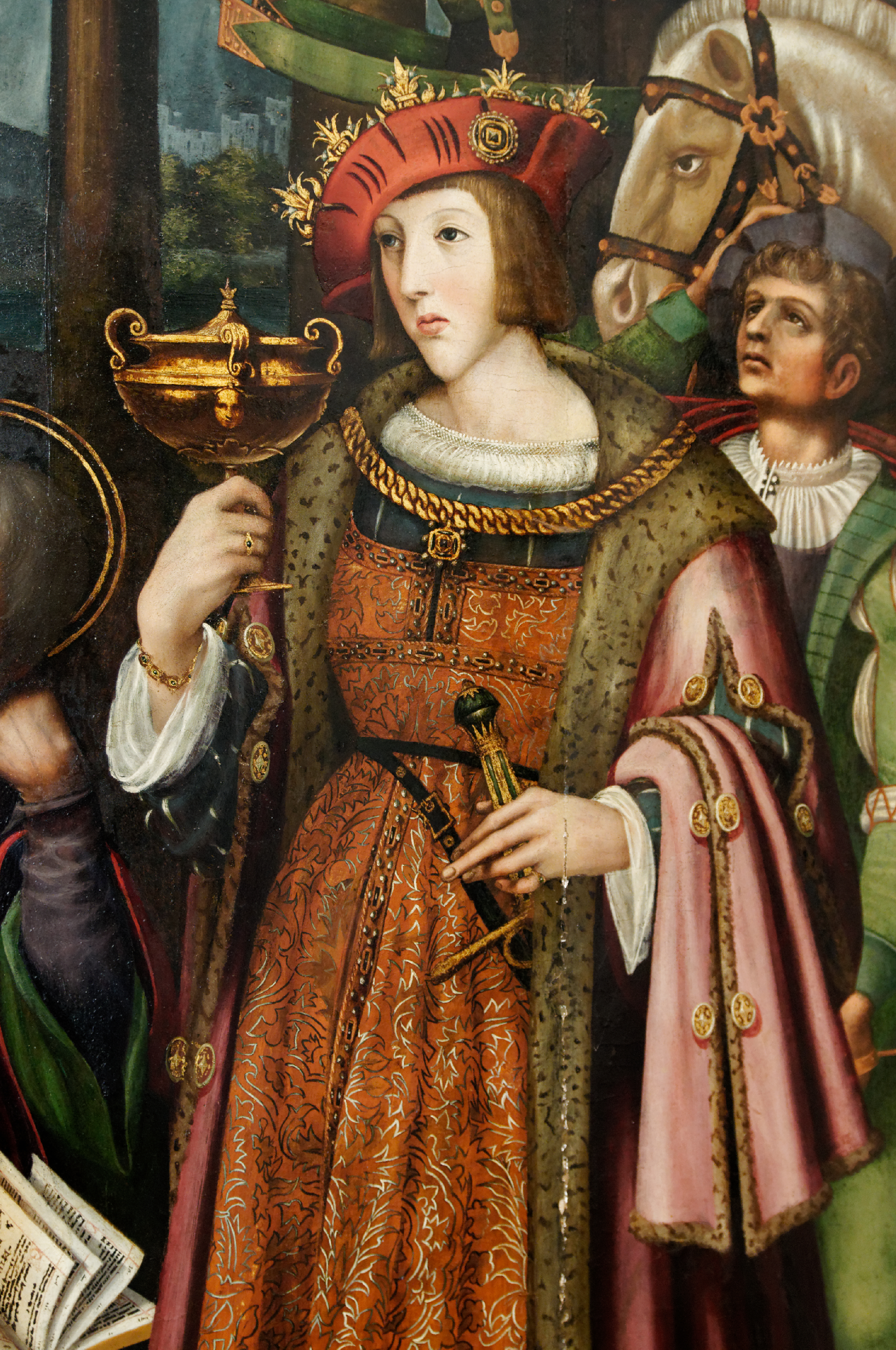
Portrait de Charles Quint par Marco Calabrese (1519).

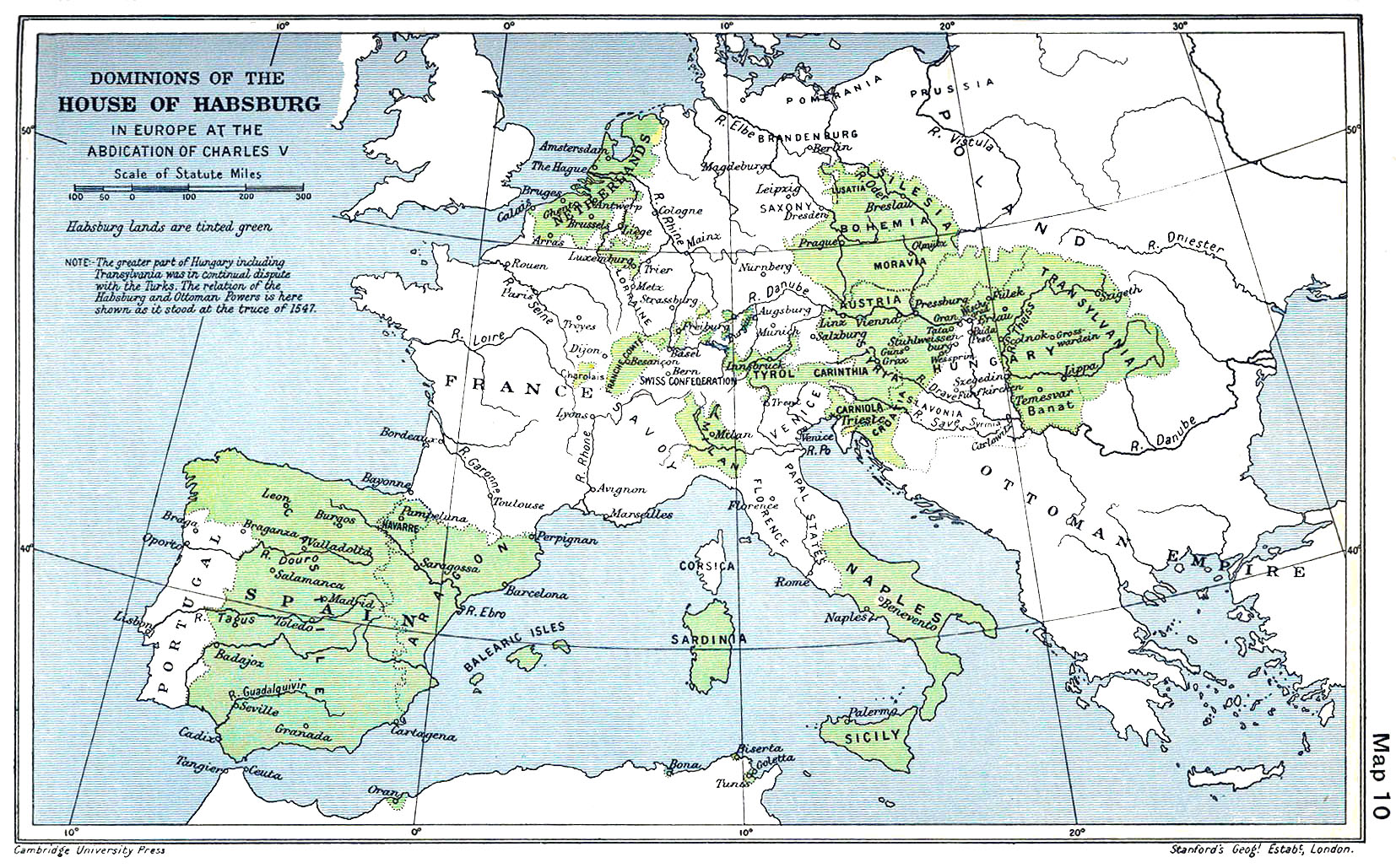
L'empire européen de Charles Quint en 1547. Les royaumes de Bohême et de Hongrie relèvent de son frère Ferdinand.

### L'héritier de quatre dynasties
De 1506 à 1519, Charles de Habsbourg hérite des biens et titres de quatre dynasties, représentées par chacun de ses grands-parents :
- la maison de Valois-Bourgogne (Marie de Bourgogne, 1457-1482, puis Philippe le Beau, 1479-1506) : les restes de l'État bourguignon, c'est-à-dire les Pays-Bas bourguignons et le comté de Bourgogne, ensemble de fiefs du Saint-Empire, regroupés dans le cercle impérial de Bourgogne et de fiefs français rassemblés par les ducs de Bourgogne de la maison de Valois (avènement en 1515) ;
- la maison d'Aragon (Ferdinand II d'Aragon, 1453-1516) : royaume d'Aragon et ses dépendances en Italie (royaume de Naples, notamment), ainsi que la Haute-Navarre (Pampelune) conquise en 1512 par Ferdinand d'Aragon (avènement en 1516 à la mort de Ferdinand d'Aragon) ;
- la maison de Castille (Isabelle Ire de Castille, 1451-1504, puis Jeanne Ire de Castille, 1479-1555) : royaume de Castille et León, avec ses dépendances outre-mer : les îles Canaries ; les vice-royautés d'Amérique, celle du Pérou et celle de Nouvelle-Espagne, qui inclut les Philippines (avènement en 1516, conjointement avec sa mère, héritière légitime, mais incapable[24]) ;
- la maison de Habsbourg (Maximilien d'Autriche, 1459-1519) : ensemble de fiefs impériaux du sud-ouest du Saint-Empire, notamment l'archiduché d'Autriche et l'Autriche antérieure (avènement en 1519, à la mort de Maximilien).

En octobre 1520, il prend aussi la succession de Maximilien comme empereur romain germanique, et est couronné par l'archevêque Hermann V de Wied au trône de Charlemagne dans la cathédrale d'Aix-la-Chapelle.

### L'idéologie politique de Charles Quint
- traditions chevaleresques de la maison de Bourgogne, face à la France
- unité chrétienne, face aux Ottomans, chefs de file de l'islam
- unité de l'Église catholique, face à la Réforme
- monarchie universelle[27].

Né et élevé à la cour bourguignonne des Pays-Bas, il deviendra par son souci de l'unité de la chrétienté et par ses incessants voyages à travers des possessions réparties dans toute l'Europe de l'Ouest un personnage de dimension européenne, transcendant les appartenances nationales.
Sa devise en français, Plus Oultre (« Encore plus loin »), créée par un médecin italien pour illustrer la tradition chevaleresque bourguignonne, est devenue sous sa forme latine « Plus Ultra » la devise nationale de l'Espagne.

### Problèmes d'ensemble des possessions de Charles Quint
- problèmes de communication : notamment entre l'Espagne et les Pays-Bas, séparés par le royaume de France (en général ennemi) ; entre l'Italie et les Pays-Bas, communications plus faciles à travers la Savoie (alliée), le comté de Bourgogne, l'Alsace ou la Lorraine.
- problèmes de gouvernement : impossibilité pour un seul homme de vraiment gouverner tous ces territoires ; nécessité de déléguer (système des régences).
- problème des politiques à suivre : problème du respect des autonomies locales, de la répartition des charges par rapport aux besoins (par exemple : les guerres menées en Italie ne concernent pas du tout les habitants des Pays-Bas).

### L'héritage bourguignon: des Pays-Bas bourguignons aux Dix-Sept Provinces
À partir de la fin du XIVe siècle, les ducs de Bourgogne de la maison de Valois) rassemblent de nombreux fiefs français ou impériaux, qui deviennent au cours du XVe siècle un puissant d'État (de fait), réparti sur deux régions : les Pays-Bas (« Pays de par deçà ») et la Bourgogne (« Pays de par delà »).

#### De Charles le Téméraire à Charles Quint (1477-1515)
La mort du duc Charles le Téméraire en janvier 1477 déclenche la guerre entre Louis XI et la duchesse héritière Marie de Bourgogne (1457-1482). Celle-ci épouse en juin 1477 l'archiduc Maximilien d'Autriche (1459-1519), de la maison de Habsbourg. La France l'emporte d'abord et par le traité d'Arras de 1482 reprend plusieurs fiefs bourguignons, notamment le duché de Bourgogne et le comté d'Artois. Mais dans la décennie suivante, Maximilien d'Autriche (devenu régent du duché de Bourgogne) rétablit la situation et, par le traité de Senlis (1493), obtient quelques rétrocessions de la part de Charles VIII, mais pas celle du duché (les Habsbourg continuent cependant d'utiliser le titre de « duc de Bourgogne »).
En 1482, l'héritage bourguignon passe à l'enfant né en 1478, Philippe de Habsbourg, dit Philippe le Beau, sous la régence de Maximilien jusqu'à sa majorité. Lorsque Philippe meurt en 1506, c'est son fils Charles, né en 1500, qui devient héritier, de nouveau sous la régence de Maximilien (qui la délègue à sa fille Marguerite).
Maximilien, devenu empereur en 1493, est à l'origine d'une institution nouvelle dans le Saint-Empire, les cercles impériaux (Reichskreise), et notamment du cercle de Bourgogne (Burgundischer Reichskreis) qui regroupe les territoires bourguignons du Saint-Empire détenus à cette date par les Habsbourg, ainsi que quelques territoires indépendants limitrophes, comme celui de la ville libre de Besançon.

#### L'avènement (1515)
Le 5 janvier 1515, les États généraux des Pays-Bas, réunis au palais du Coudenberg à Bruxelles, proclament la majorité de Charles qui est reconnu le même jour en l'église Sainte-Gudule comme duc de Bourgogne, devenant ainsi le souverain régnant sur les provinces bourguignonnes (aux Pays-Bas : duché de Brabant, comté de Hainaut, comté de Flandre, comté de Hollande, etc. ; en Bourgogne : comté de Bourgogne, comté de Charolais). Marguerite d'Autriche reste titulaire de la régence en cas d'absence du souverain).
Charles effectue alors un voyage au cours lequel il est reçu officiellement dans plusieurs grandes villes des Pays-Bas, selon le rituel de la Joyeuse Entrée des débuts de règne, jurant de respecter, voire d'augmenter, les privilèges des villes et des provinces.
L'ensemble dont Charles de Habsbourg prend possession compte alors 3 à 4 millions d'habitants. Il s'agit d'un ensemble créateur de richesses, mais réticent à subvenir aux besoins financiers du prince : les États généraux et les États provinciaux exercent en effet un contrôle sur la création des impôts. Au début du règne, c'est le cœur de l'empire mais, vers 1530-1540, celui-ci passera en Espagne, qui compte alors 6 millions d'habitants et est en pleine expansion coloniale.
Charles devant devenir roi effectif de Castille et d'Aragon à la mort de Ferdinand d'Aragon, une opposition apparaît dans son entourage entre Marguerite d'Autriche et Guillaume de Croÿ à propos des moyens d'assurer les communications entre l'Espagne et les Pays-Bas en cas de guerre avec la France. La première, qui se méfie des Français, pense qu'il faut s'allier aux Anglais pour s'assurer d'une liaison maritime sûre alors que l'autre fait confiance aux Français.

#### La révolte d'Arum (1515-1523)
De 1515 à 1523, a lieu une révolte connue sous le nom de Arumer Zwarte Hoop (« masse noire d'Arum »). Cette rébellion conduite par Pier Gerlofs Donia et Wijerd Jelckama connaît d'abord des succès, mais est finalement défaite : ses chefs sont capturés et décapités en 1523.

#### L'extension et approfondissement de la souveraineté des Habsbourg sur les Pays-Bas (1520-1549)
Durant son règne, Charles augmente ses territoires néerlandais grâce à plusieurs annexions : le Tournaisis (république urbaine vassale du roi de France jusqu'en 1521), le comté d'Artois, la province d'Utrecht (1528), la province de Groningue et le duché de Gueldre (1543). C'est à cette date que les Habsbourg détiennent dix-sept provinces des Pays-Bas, la seule exception importante étant la principauté de Liège, détenue par les évêques de Liège, avec un statut de protectorat.
Une des clauses du traité de Madrid de 1526, conséquence de la capture de François Ier à Pavie en 1525, indique que le roi de France renonce à sa suzeraineté (théorique) sur les comtés de Flandre et d'Artois, qui entrent ensuite dans le cercle impérial de Bourgogne.
En 1548, agissant en tant qu'empereur, Charles Quint obtient de la diète d'Empire réunie à Augsbourg son accord sur un statut particulier des fiefs du cercle de Bourgogne détenus par les Habsbourg : c'est la transaction d'Augsbourg (26 juin 1548), qui, tout en maintenant ces fiefs au sein de l'Empire, leur donne une complète indépendance judiciaire, sous l'égide du Grand Conseil de Malines.
Puis, le 4 novembre 1549, par la Pragmatique Sanction, Charles unifie le régime successoral des dix-sept provinces. Il a alors presque réussi à constituer un nouvel État au sein du Saint-Empire ; la réforme des diocèses sous le règne de Philippe II complètera ce processus en 1560.

#### La révolte de Gand (1539)
Les habitants des Pays-Bas ont en général été loyaux à Charles, si on excepte la rébellion de la ville de Gand en 1539 en protestation contre des impôts exigés par Charles Quint pour financer la guerre contre la France.
Cette révolte est durement matée par le duc d'Albe, qui n'hésite pas à humilier les rebelles,.

### Les couronnes espagnoles
La nouvelle de la mort de Ferdinand d'Aragon parvient à Bruxelles le 8 février 1516. Le 14 mars, lors d'une cérémonie aussi grandiose que peu espagnole dans la collégiale Sainte-Gudule de Bruxelles, Charles se proclame, conjointement avec sa mère, « roi des Espagnes ». S'il avait obtenu gain de cause en étant couché sur le testament du roi d'Aragon comme son unique héritier, le testament d'Isabelle la Catholique avait fait de Jeanne la seule héritière du plus important royaume d'Espagne, le royaume de Castille et de León. Charles ne peut être, tout au plus, qu'un régent dans ces territoires. Il bafoue donc les droits de sa mère, recluse au palais-couvent de Tordesillas, en se proclamant roi au même titre qu'elle. Ce « coup d'État » (selon l'expression de Joseph Pérez) suscite en Castille des mécontentements qui assombrissent les premières années du règne.
Le nouveau roi termine sa tournée inaugurale bourguignonne et prépare son départ pour l'Espagne. Il débarque sur la côte asturienne le 18 septembre 1517, accompagné de ses conseillers flamands et de quelques exilés castillans. À peine arrivé, il fait renvoyer aux Pays-Bas son jeune frère Ferdinand, qui s'est porté à sa rencontre. À Valladolid, le faste de la cour bourguignonne déployé lors du couronnement choque beaucoup les Espagnols, habitués à une monarchie moins cérémonieuse. En mars 1518, Charles y ouvre les Cortès de Castille, afin de recevoir le serment d'allégeance des délégués du royaume ainsi que d'importants subsides. L'assemblée accepte, sous diverses conditions : Charles devra apprendre le castillan (il s'avère incapable de s'adresser aux Cortès dans cette langue) ; les offices de gouvernement devront être réservés à des régnicoles ; aucun métal précieux ne devra sortir du royaume sous forme de monnaie ; enfin, la reine légitime devra être maintenue dans ses droits et bien traitée.
Bien informé du caractère plus compliqué de sa reconnaissance en Aragon (il faut répéter la cérémonie d'allégeance des Cortès dans chacun des territoires constituant la couronne d'Aragon), Charles reste peu de temps à Valladolid et se rend à Saragosse puis à Barcelone, pour y être reçu en tant que roi d'Aragon et comte de Barcelone. Au cours de son premier voyage, il passe plus de temps en Aragon qu'en Castille et multiplie les maladresses : il nomme de nombreux Bourguignons à des postes clés du gouvernement, réclame subside sur subside, se montre ignorant des usages et des langues locales. En à peine une année, il déçoit profondément ses nouveaux sujets malgré le large capital de sympathie dont il bénéficiait en tant que petit-fils des Rois catholiques. En outre, il quitte la péninsule dès qu'il apprend son élection au trône impérial, ce qui fait craindre aux Espagnols que leurs royaumes ne deviennent qu'une simple annexe d'un empire tourné vers le nord.
Charles doit faire face à plusieurs troubles dans ses États espagnols. Entre 1520 et 1521, il affronte une révolte en Castille, où ses sujets n'acceptent pas le régent nommé par ses soins, Adrien d'Utrecht (récompensé en 1516 par la charge d'archevêque de Tortosa), et sa cour burgondo-flamande. La rébellion menée par Juan de Padilla est définitivement écrasée lors de la bataille de Villalar le 21 avril 1521. Entre-temps, sur les conseils d'Adrien d'Utrecht, Charles associe deux « Grands », le connétable et l'amiral de Castille, au gouvernement du royaume. Par la suite, il associe une plus grande part de Castillans à son Conseil et revient s'installer en Castille où il réside sept ans sans discontinuer, de 1522 à 1529. Il donne en outre satisfaction à ses sujets en épousant en 1526 une princesse perçue comme espagnole : sa cousine germaine Isabelle de Portugal.
Entre 1519 et 1523, Charles doit également faire face à un soulèvement armé dans la région de Valence, les Germanías, du nom de ces milices locales dont la constitution est autorisée depuis un privilège accordé par Ferdinand le Catholique pour lutter contre les Barbaresques. En 1520, profitant de l'abandon de la ville par la noblesse à la suite d'une épidémie de peste, ces milices prennent le pouvoir sous le commandement de Joan Llorenç et refusent la dissolution prononcée par Adrien d'Utrecht. Les îles Baléares sont contaminées à leur tour par le mouvement, qui n'est vaincu par la force qu'en 1523.

### L'empire espagnol d'Amérique et d'Asie
Sous le règne de Charles Quint, la conquête du Nouveau Monde, initiée par Christophe Colomb sous le règne des Rois catholiques (Hispaniola en 1493), se poursuit. L'expansion coloniale européenne est alors régie par le traité de Tordesillas (1494) répartissant le monde entre une aire portugaise et une aire castillane, auquel s'ajoute le traité de Saragosse en 1529, destiné à clarifier le statut des îles Moluques, objectif essentiel du voyage de Magellan en 1519-1522. Les autres pays européens sont encore peu impliqués, sauf la France qui s'installe au Canada dès les années 1530.

#### L'expansion de l'empire sous Charles Quint
La fin du règne de Ferdinand est marquée par la conquête de la Jamaïque en 1509 et de Cuba en 1511. Cuba devient le point de départ des expéditions vers l'Amérique centrale, notamment vers le Mexique, largement dominé par l'Empire aztèque, et vers l'isthme de Panama et l'océan Pacifique, découvert en 1513.
Parti de Cuba en février 1519, Hernán Cortés fonde la ville de Vera Cruz (juillet 1519), où il reçoit les ambassadeurs de différents peuples, notamment ceux de l'empereur aztèque Moctezuma. Dès 1519, il envoie en Espagne des objets d'art aztèques qui lui ont été offerts ; ces objets, emmenés en 1520 à Bruxelles par Charles Quint, en marche vers Aix-la-Chapelle pour son couronnement comme roi des Romains (23 octobre 1520), sont exposés au palais du Coudenberg, où ils sont vus notamment par le peintre Albert Dürer. Par la suite, les relations entre Espagnols et Aztèques se tendent et Cortès, après avoir subi le revers de la Noche Triste (30 juin 1520), finit, avec l'aide d'indigènes hostiles aux Aztèques, par s'emparer de la capitale, Mexico-Tenochtitlan, le 13 août 1521. Prenant assez rapidement le contrôle de tout l'Empire aztèque, il établit la colonie de Nouvelle-Espagne dont la capitale est Mexico, refondée en 1524, qui devient en 1535 le siège de la vice-royauté de Nouvelle-Espagne.
En 1519, le Portugais passé au service de la Castille Fernand de Magellan part de Séville pour trouver un passage occidental vers les Indes (le projet initial de Christophe Colomb), et plus précisément vers les Moluques, les « îles des épices », où les Portugais sont présents depuis 1511, mais que Magellan estime devoir revenir aux Castillans, si on prolongeait dans le Pacifique le méridien défini au traité de Tordesillas dans l'océan Atlantique. Longeant la côte de l'Amérique du Sud, inconnue aux Européens à partir du Río de la Plata, il découvre le détroit de Magellan, puis traverse l'océan Pacifique et atteint les Philippines, où il est tué par des indigènes. Juan Sebastián Elcano prend alors la tête de l'escadre, réduite à deux navires, et parvient aux Moluques quelques semaines plus tard. Ayant réussi à charger des épices, le navire d'Elcano part vers l'ouest, à travers l'océan Indien, clairement dévolu aux Portugais, tandis que le deuxième part vers l'est, vers l'Amérique. C'est pourtant Elcano qui réussit à rentrer à Séville, réalisant le premier tour du monde par mer en 1522, l'autre navire étant ramené aux Moluques par les vents contraires et arraisonné par les Portugais.
À la suite de Magellan, deux autres expéditions sont organisées vers les Moluques (García Jofre de Loaísa, à partir de Séville, en 1526 ; Álvaro de Saavedra, à partir de Zihuatanejo en Nouvelle-Espagne en 1527, à l'initiative de Hernan Cortès) : toutes deux échouent totalement. Charles Quint décide alors de traiter avec le roi de Portugal, Jean III, dont il a épousé la sœur en 1526 : en 1529 est signé le traité de Saragosse, qui définit la ligne de partage dans le Pacifique, placée nettement à l'est des Moluques, ainsi reconnues comme portugaises, moyennant une indemnité versée à la Couronne de Castille. De plus, le Portugal accepte que les Philippines, découvertes par Magellan au nom du roi de Castille, soient colonisées par les Espagnols, bien que situées à l'ouest de la ligne de partage. Un poste est aussi établi dans les îles Mariannes.
Dès 1524, Francisco Pizarro, un parent de Cortès, se lance dans l'exploration de la côte pacifique de l'Amérique du Sud, à partir de l'isthme de Panama. Une seconde expédition a lieu en 1526, qui atteint le Pérou. En 1530, Pizarro repart avec une armée et soumet l'Empire inca (capitale : Cuzco) en 1532. Cette nouvelle colonie devient la vice-royauté du Pérou (Lima) en 1542.
À la suite du voyage de Magellan, les Espagnols s'installent aussi au sud de la zone portugaise du Brésil. En 1536, Pedro de Mendoza fonde Buenos Aires sur la rive droite du Río de la Plata. En 1537, Juan de Salazar (en) et Gonzalo de Mendoza fondent Asuncion, qui devient le centre de la conquête et de l'administration dans cette région.
En 1538, Gonzalo Jiménez de Quesada prend le contrôle du royaume des Chibchas (actuelle Colombie).

#### Organisation de l'empire
Ces immenses territoires sont, formellement, des dépendances de la Couronne de Castille, assurant à celle-ci des revenus en métaux précieux, notamment l'argent dont l'extraction s'accroît dès cette époque. La couronne a droit à un cinquième des métaux extraits (Quinto real), part dont une grande partie est amenée à Séville, où se trouve l'organisme central du commerce colonial, la Casa de Contratación. Cette manne permet à Charles Quint de financer sa politique européenne en garantissant, notamment, ses opérations de change, d'emprunt et de transfert de fonds auprès des banquiers d'Augsbourg, de Gênes et d'Anvers. Anvers, dans le duché de Brabant, devient grâce au commerce colonial la plus grande ville des Pays-Bas, le plus grand port et la plus grande place financière d'Europe à la fin de son règne.
Sur le plan politique, les affaires coloniales sont traitées d'abord par la Commission des Indes (Junta de Indias, 1511-1524), puis par le Conseil des Indes (Concejo de Indias), qui, à partir des années 1540, comprend deux sections : celle de la vice-royauté de Nouvelle-Espagne (incluant en plus du Mexique, la Floride, les Caraïbes, le Venezuela, l'Amérique centrale et les Philippines), siégeant à Mexico, et celle de la vice-royauté du Pérou (Lima).
C'est Charles Quint qui organise l'empire, d'abord en créant des audiencias (organismes juridico-politiques), afin de discipliner les conquistadors : la création de l'audiencia de Mexico en 1527 instaure un premier contrôle réel sur Hernan Cortès, jusque là seul maître de la colonie (capitaine général) ; puis en 1535, la vice-royauté de Nouvelle-Espagne regroupe plusieurs audiencias, incluant la vieille colonie d'Hispaniola. Elle est confiée, non pas à Cortès, mais à Antonio de Mendoza, d'une famille de plus haut rang.

#### Charles Quint et les problèmes de la colonisation
Les problèmes :
- système de l'encomienda
- travail forcé et réduction en esclavage ; début de l'utilisation d'esclaves d'origine africaine (la traite en Afrique étant, légalement, réservée aux Portugais) ;
- conditions de la christianisation, etc.
- abus divers

Législation
- législation des Rois catholiques : cédule de 1503 ; Lois de Burgos (1512), Requerimiento (1513)
- législation de Charles Quint : édit de 1526, Lois nouvelles (Leyes Nuevas) de 1542

Un événement important
- la controverse de Valladolid (1550-1551) à laquelle participe le « défenseur des Indiens », Bartolomé de Las Casas, opposé au théologien Juan Ginés de Sepúlveda.

### L'héritage des Habsbourg

Expansion des possessions de Charles Quint en Europe après 1519.

### La dignité impériale

#### L'élection (1520)

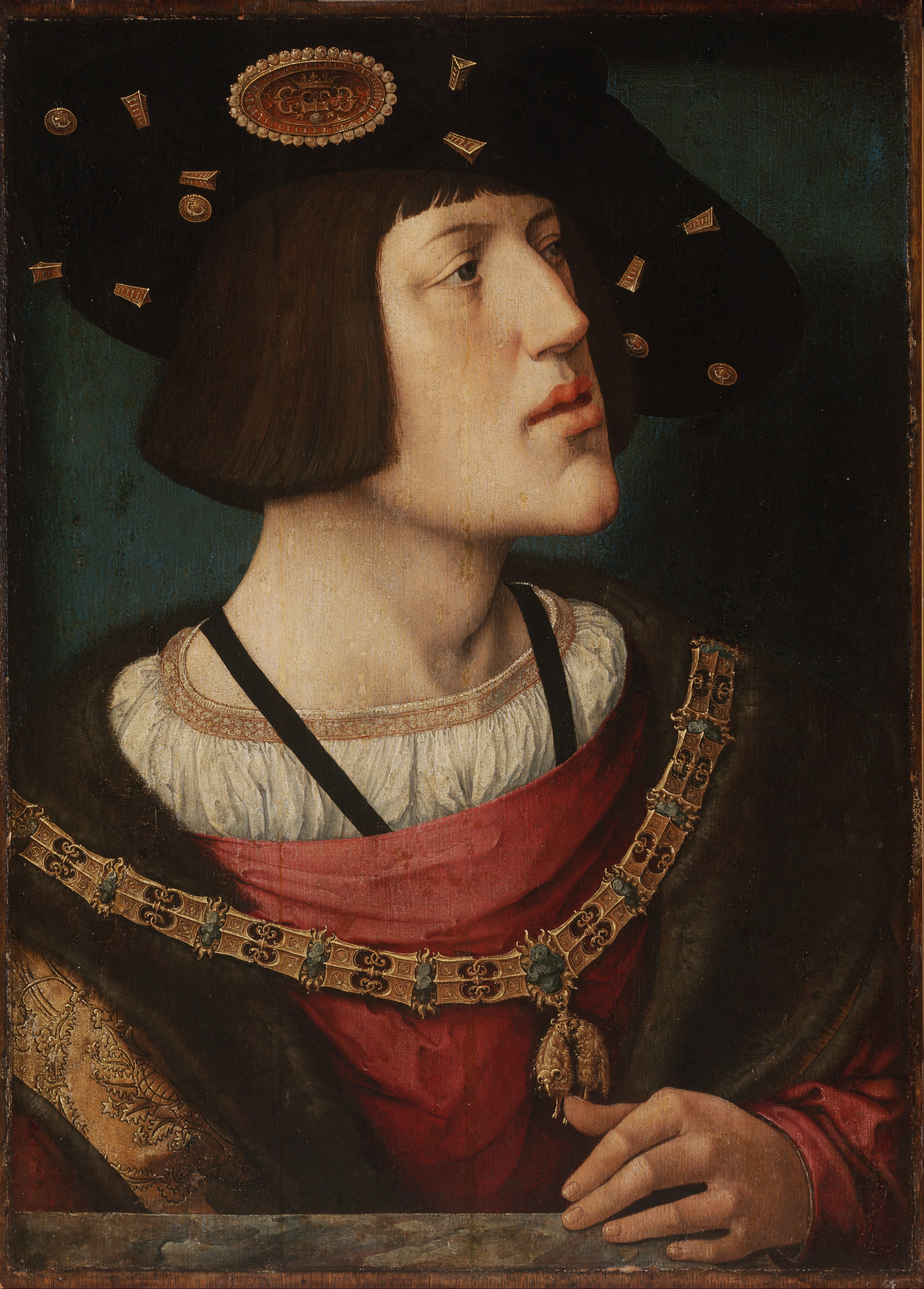
Portrait de Charles Quint à l'époque de son élection à l'Empire par Bernard van Orley (vers 1519).

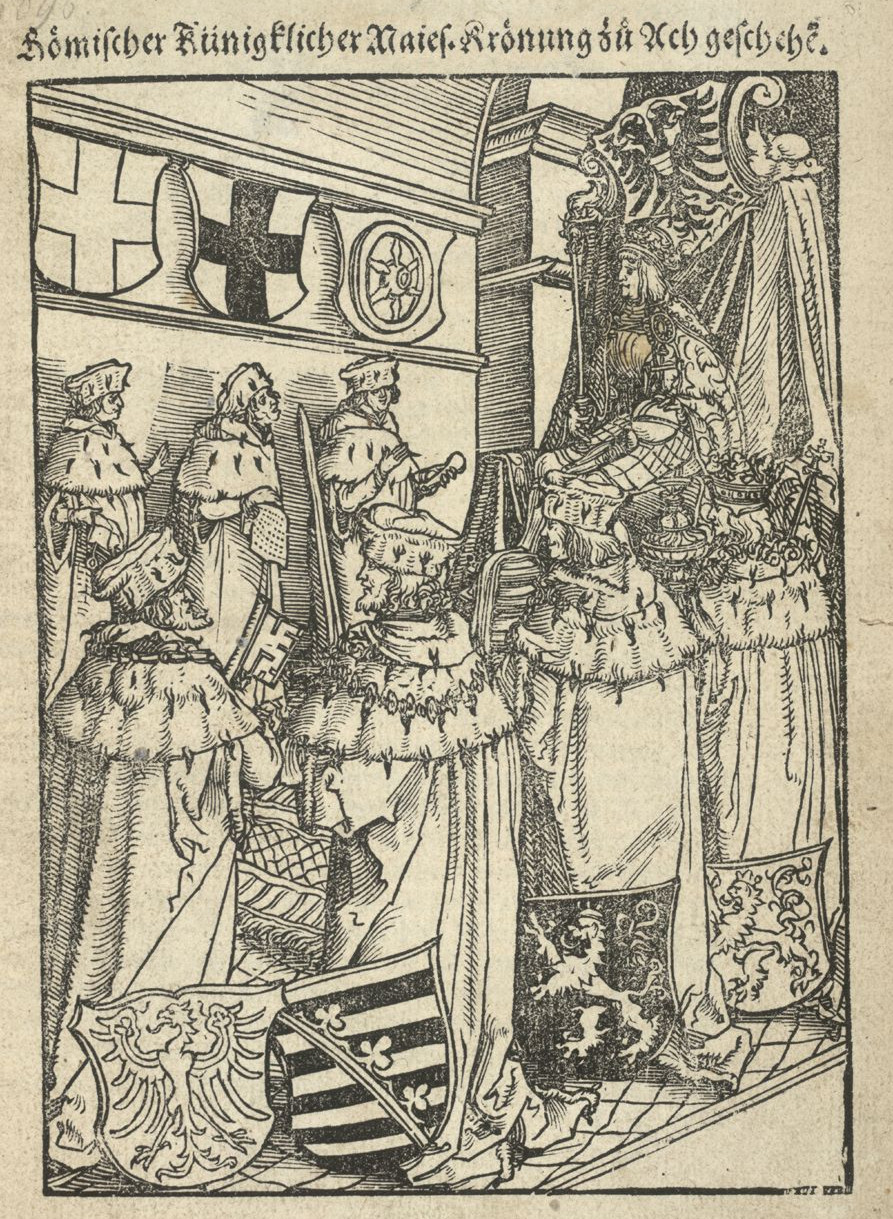
Le couronnement à Aix-la-Chapelle.

Le 12 janvier 1519, la mort de l'empereur Maximilien ouvre la succession à la couronne impériale. Cette couronne, certes prestigieuse et garante d'une grande aura au sein de la chrétienté, constitue, à bien des égards, un poids plus qu'un avantage pour son titulaire : elle ne lui permet pas de lever des fonds, et lui donne le droit de lever une armée féodale inadaptée aux nouvelles exigences de la guerre, les troupes des princes allemands étant hors de son contrôle. Charles, en tant que candidat naturel à la succession de son grand-père, a été élevé dans la perspective de l'élection impériale et doit affronter la candidature des rois d'Angleterre Henri VIII et de France François Ier, ainsi que le duc albertin Georges de Saxe, dit « le Barbu ».
La compétition se résume vite à un duel entre le roi de France et l'héritier de Maximilien. Pour convaincre les sept princes-électeurs allemands, les rivaux usent tour à tour de la propagande et d'arguments sonnants et trébuchants.
Le parti autrichien présente le roi Charles comme issu du véritable « estoc » (lignage impérial), mais la clef de l'élection réside essentiellement dans la capacité des candidats à acheter les princes-électeurs. François Ier, soutenu par les Médicis et les Italiens de Lyon, prodigue les écus d'or français qui s'opposent aux florins et ducats allemands et espagnols, dont Charles bénéficie grâce à Marguerite d'Autriche (sa tante) qui obtient l'appui déterminant de Jacob Fugger et de la famille Welser, richissimes banquiers d'Augsbourg. Ceux-ci émettent des lettres de change payables « après l'élection » et « pourvu que soit élu Charles d'Espagne », qui profite en outre des richesses de l'empire américain. Charles, qui dépense deux tonnes d'or (contre une tonne et demie pour François Ier), et pour qui Marguerite d'Autriche entoure la ville de l'élection d'une armée destinée à faire pression, est élu « roi des Romains » le 28 juin 1519 et couronné à Aix-la-Chapelle le 23 octobre 1520.
Très vite, il s'aperçoit qu'il ne peut pas être le pasteur unique de la chrétienté, selon les idéaux de « monarchie universelle » dont tentent de le convaincre ses conseillers, tels Mercurino Gattinara. Élu empereur, il tente de mettre de l'ordre dans les affaires de son grand-père et renvoie les musiciens de la chapelle impériale dont Ludwig Senfl. Il hérite des ennemis du Saint-Empire, menacé sur son flanc sud-est par la menace turque ; mais il doit également compter sur la rivalité française, incarnée dans un premier temps par François Ier, puis par son fils Henri II.

## Les guerres de Charles Quint

Portrait de Charles Quint vers 1515-1520.

La rivalité avec François Ier marque l'essentiel du règne de Charles Quint, origine de quatre guerres entre eux. Elle se prolonge sous le règne de Henri II qui affrontera ensuite Philippe II.
Charles Quint intervient aussi contre les Barbaresques en Méditerranée.

### Origines des guerres d'Italie sous le règne de Charles Quint
Les deux souverains sont habités par les revendications de leurs prédécesseurs. François Ier, dont le royaume est encerclé par les possessions de Charles Quint, veut poursuivre l'action de Charles VIII et de Louis XII dans la péninsule italienne, en revendiquant le royaume de Naples et le duché de Milan. De son côté, Charles Quint voudrait récupérer le duché de Bourgogne (capitale : Dijon), berceau de la maison de Valois-Bourgogne dont il se réclame, fief français repris par Louis XI à la suite de la guerre de Succession de Bourgogne après la mort de Charles le Téméraire (traité d'Arras, 1482) et traité de Senlis (1493)) ; il détient toujours en revanche le comté de Bourgogne, fief impérial dont la capitale est Dole.
L'Italie est le principal théâtre de leurs guerres, dites « guerres d'Italie », mais des opérations ont lieu aux Pays-Bas, en Bourgogne et même en Espagne.
Sous le règne de François Ier, ont lieu quatre guerres d'Italie (no 6 à 9) ; une sous le règne d'Henri II (no 10) ; la onzième (1557-1559) oppose entre Henri II et Philippe II.

### Guerres contreFrançoisIer(1521-1547) et Henri II (1552-1556)

#### Sixième guerre d'Italie (1521-1525)
Un premier heurt se produit dans le royaume de Navarre, détenu par la maison d'Albret, mais qui a été conquis en grande partie en 1512 par Ferdinand d'Aragon, sauf la partie nord (la Basse-Navarre). Avec l'appui du roi de France, Henri II de Navarre tente une reconquête de la partie sud du royaume. Les Franco-Navarrais profitent de la révolte de la Castille et réussissent à prendre Pampelune. Mais Charles Quint lance une contre-offensive et ses troupes remportent la victoire de Noain sur une armée très inférieure en nombre. Après plusieurs engagements, un accord[réf. nécessaire] est signé : Charles Quint conserve la Haute-Navarre, mais renonce à toute prétention sur la Basse-Navarre. Non loin de là, les Franco-navarrais réussissent à prendre Fontarrabie, qu'ils occupent jusqu'en 1524.
Cette même année, Charles Quint ouvre deux nouveaux fronts. Il envoie vers le nord de la France Franz von Sickingen et le comte Philippe Ier de Nassau. Ils mettent le siège devant Mézières où le chevalier Bayard s'est enfermé. Bayard défend la ville contre les canonnades et les assauts et le maréchal de La Palisse, arrivé en renfort, oblige Nassau à lever le siège.
En Italie, Charles Quint forme une coalition incluant le roi d'Angleterre Henri VIII et les États pontificaux face à l'alliance de la France et de la république de Venise. L'armée franco-vénitienne est vaincue lors de la bataille de la Bicoque (27 avril 1522) ; Charles Quint reprend alors le duché de Milan. Son armée entre en Provence, mais échoue devant Marseille. François Ier lance une contre-attaque en Italie, mais subit une défaite désastreuse à Pavie (24 février 1525), puisqu'il est fait prisonnier. Le roi de France reste prisonnier à Madrid jusqu'à la conclusion du traité de Madrid le 14 janvier 1526.
Aux termes de ce traité, François Ier doit rétrocéder le duché de Bourgogne et le Charolais, renoncer à toute revendication sur l'Italie, renoncer à sa suzeraineté sur le comté de Flandre et le comté d'Artois, et épouser Éléonore de Habsbourg, sœur de Charles. François est libéré, en contrepartie de deux otages : le dauphin François et son frère Henri de France (futur Henri II).
Charles Quint ne tire pas grand profit de ce traité, que le roi de France avait d'ailleurs jugé bon de déclarer inexécutable la veille de sa signature[pas clair]. De surcroît, le 8 juin 1526, les États de Bourgogne déclarent solennellement que la province entend rester française.

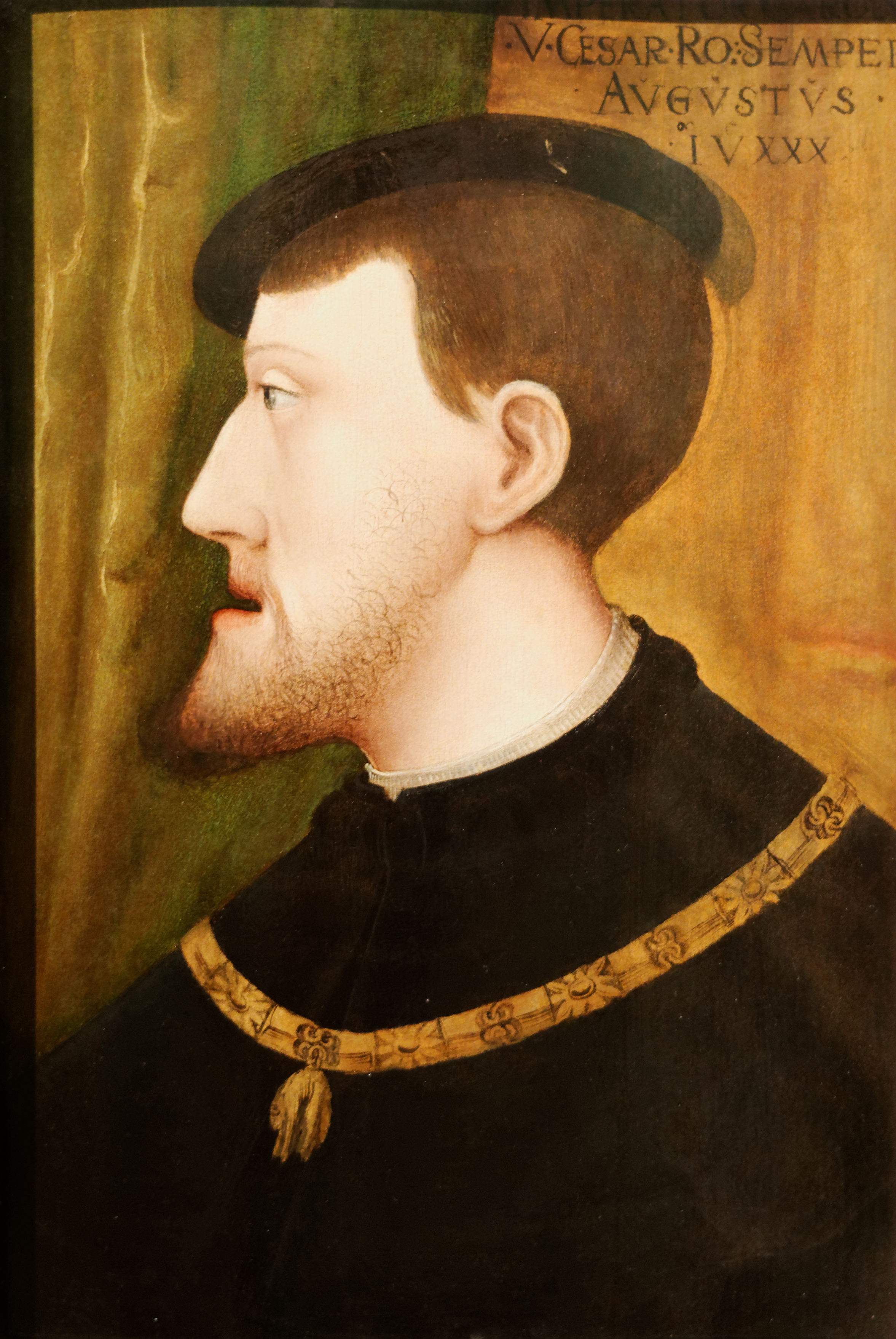
Charles Quint portant le collier de l'ordre de la Toison d'or.

#### Septième guerre d'Italie (1526-1529)
En 1526, une nouvelle ligue, scellée à Cognac, se constitue, cette fois-ci contre Charles Quint, alors en pleine lune de miel (il vient d'épouser Isabelle de Portugal). La ligue de Cognac rassemble la France, l'Angleterre, le pape et les principautés italiennes (Milan, Venise et Florence). Les armées liguées entrent en Italie et se heurtent à une faible résistance des troupes impériales, mal payées et affaiblies par les maladies. Naples est assiégée, Rome est saccagée par les soudards de l'armée impériale commandée par Charles de Bourbon. Ces événements contraignent Charles, catastrophé, à interrompre les festivités célébrant la naissance de son fils, le futur Philippe II d'Espagne.

Cependant, le siège de Naples se solde par un échec et les troupes de la Ligue, affaiblies à leur tour par la malaria et surtout le renversement d'alliance d'Andrea Doria, doivent se retirer du royaume de Naples. Les circonstances semblent rééquilibrer les forces de Charles Quint comme celles de François Ier et les amènent à laisser Marguerite d'Autriche, tante de l'empereur, et Louise de Savoie, mère du roi de France, négocier un traité qui amende celui de Madrid : le 3 août 1529, à Cambrai, est signée la paix des Dames, ensuite ratifiée par les deux souverains. François Ier épouse Éléonore d'Autriche, veuve du roi du Portugal et sœur de Charles Quint ; il recouvre ses enfants moyennant une rançon de deux millions d'écus et conserve la Bourgogne ; en revanche, il doit renoncer à ses vues sur l'Artois, à la Flandre et à l'Italie.

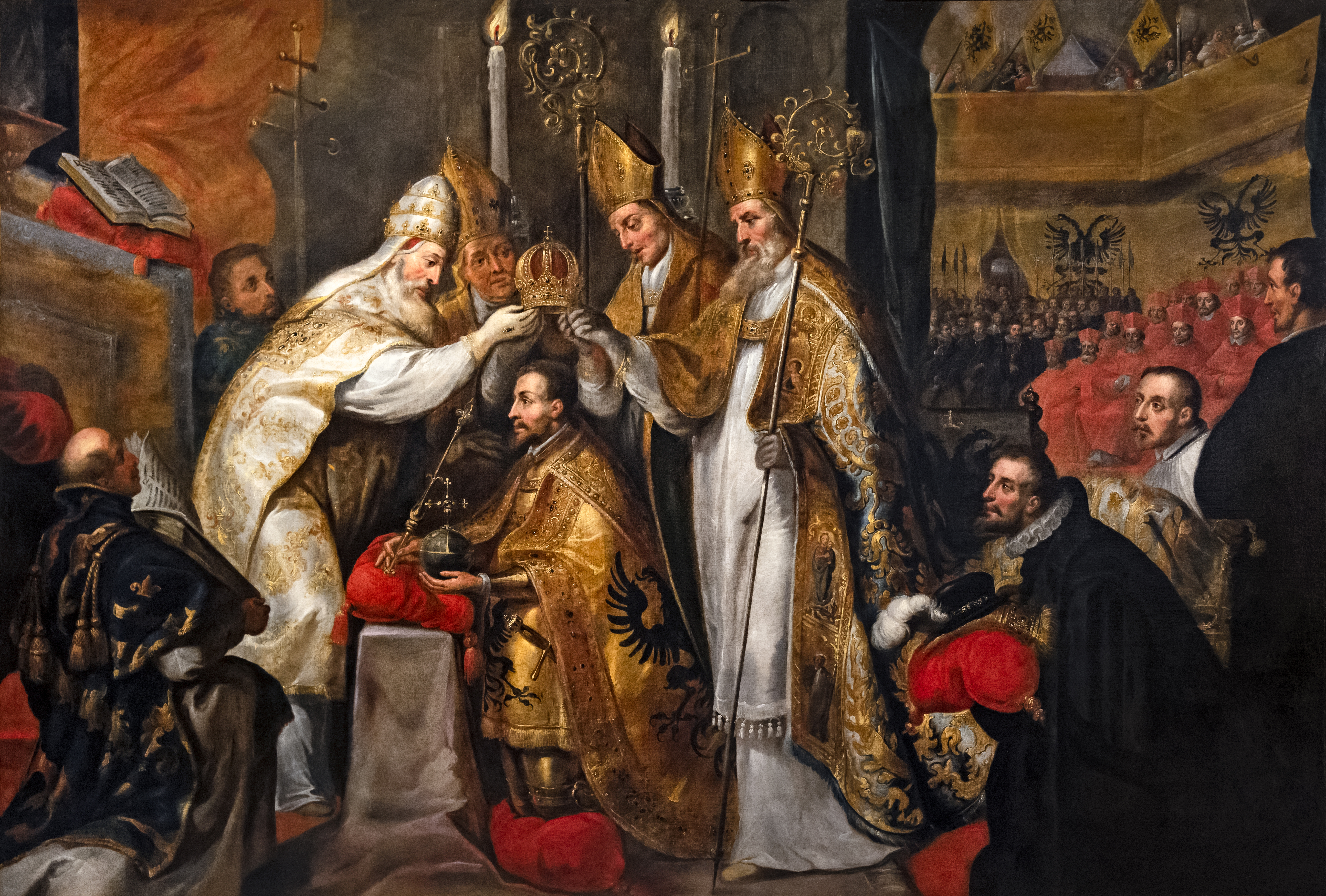
24 février 1530, basilique de San Petronio à Bologne : Clément VII couronne empereur du Saint-Empire romain Gaspard de Crayer Musée Ingres-Bourdelle

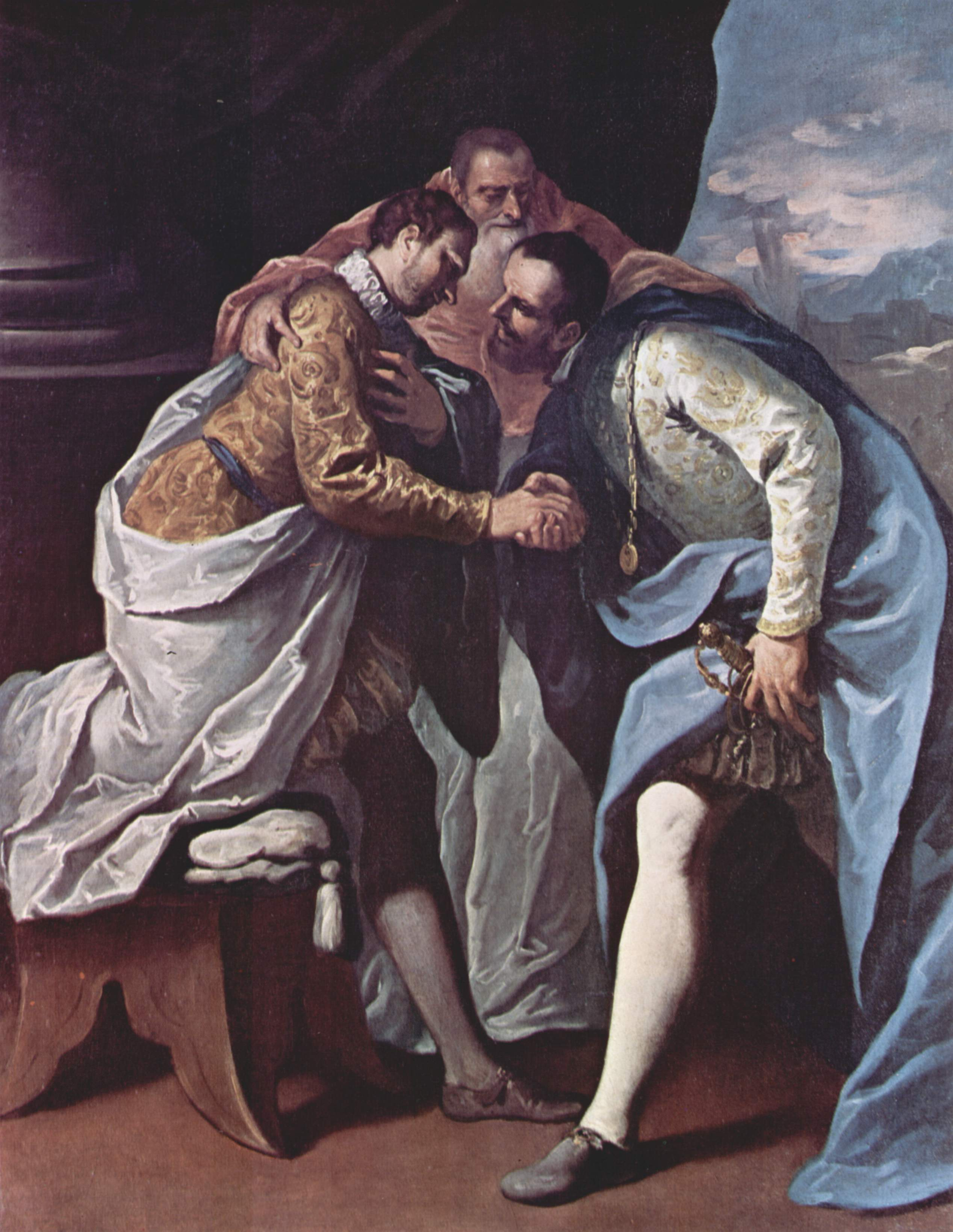
François Ier et Charles Quint se réconcilient sous l’impulsion du pape Paul III
par Sebastiano Ricci, 1687
Palais Farnèse (Plaisance)

Après le traité de Cambrai, Charles Quint se trouve à l'apogée de sa puissance. Le 24 février 1530, jour de ses trente ans, il est couronné à Bologne, par le pape Clément VII, « empereur des Romains ».

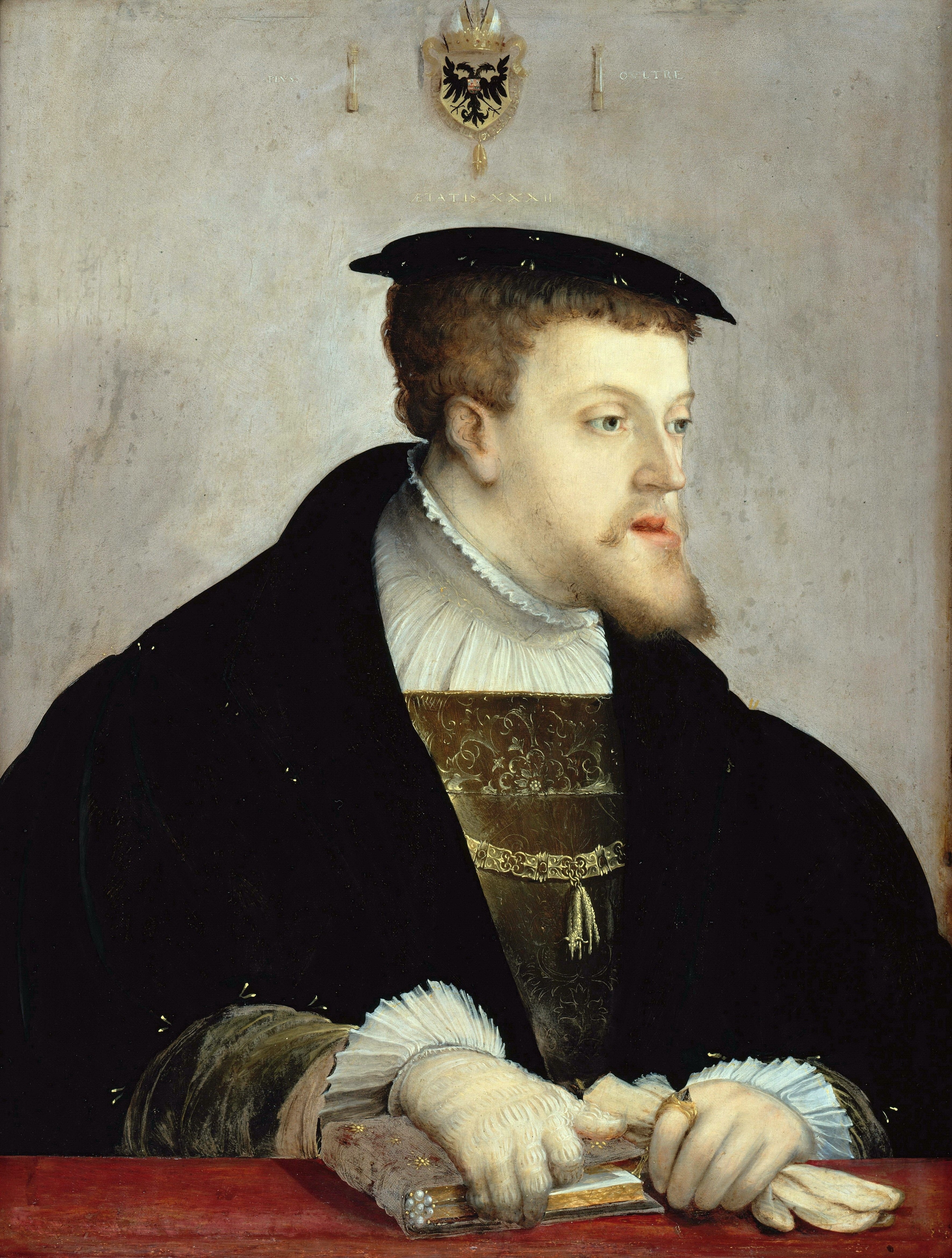
Portrait de Charles Quint par Christoph Amberger (1532).

#### Huitième guerre d'Italie (1535-1538)
En 1535, à la mort du duc de Milan François II Sforza, François Ier revendique l'héritage du duché. Au début de 1536, 40 000 soldats français envahissent le duché de Savoie, allié de Charles Quint, et s'arrêtent à la frontière lombarde, dans l'attente d'une éventuelle négociation. En juin, Charles Quint riposte et envahit la Provence mais se heurte à la défense du connétable Anne de Montmorency.
Grâce à l'intercession du pape Paul III, élu en 1534 et partisan d'une réconciliation entre les deux souverains, le roi et l'empereur signent, en 1538 à Nice, une trêve de deux ans, et promettent de s'unir face au « danger protestant ». En signe de bonne volonté, François Ier autorise même le libre passage des troupes de l'empereur à travers la France afin que celui-ci puisse mater une insurrection de sa ville natale, Gand, et à cette occasion, en 1539, il organise pour lui, un défilé de chars sur le thème des dieux antiques.

#### Neuvième guerre d'Italie (1542-1546)
Charles Quint ayant refusé, malgré ses engagements, l'investiture du duché de Milan à l'un des fils du roi, une nouvelle guerre éclate en 1542. Le 11 avril 1544, François de Bourbon-Vendôme, comte d'Enghien, à la tête des troupes françaises, défait le marquis Alfonso de Ávalos, lieutenant général des armées impériales, à la bataille de Cérisoles. Cependant, l'armée de Charles Quint, avec plus de 40 000 hommes et 62 pièces d'artillerie, traverse le duché de Lorraine, les évêchés de Metz et de Verdun (futurs Trois-Évêchés) et envahit la Champagne. Mi-juillet, une partie des troupes assiège la place forte de Saint-Dizier, tandis que le gros de l'armée poursuit sa marche vers Paris. De graves problèmes financiers empêchent l'empereur de payer ses troupes, où se multiplient les désertions. De son côté, François Ier doit également faire face au manque de ressources financières ainsi qu'à la pression des Anglais qui assiègent et prennent Boulogne-sur-Mer. Les deux souverains, utilisant les bons offices du jeune duc François Ier de Lorraine, finissent par consentir à une paix définitive en 1544. Le traité de Crépy-en-Laonnois reprend l'essentiel de la trêve signée en 1538. La France perd sa suzeraineté sur la Flandre et l'Artois et renonce à ses prétentions sur le Milanais et sur Naples, mais conserve temporairement la Savoie et le Piémont. Charles Quint abandonne la Bourgogne et ses dépendances et donne une de ses filles en mariage, dotée du Milanais en apanage, à Charles, duc d'Orléans et troisième fils du roi.

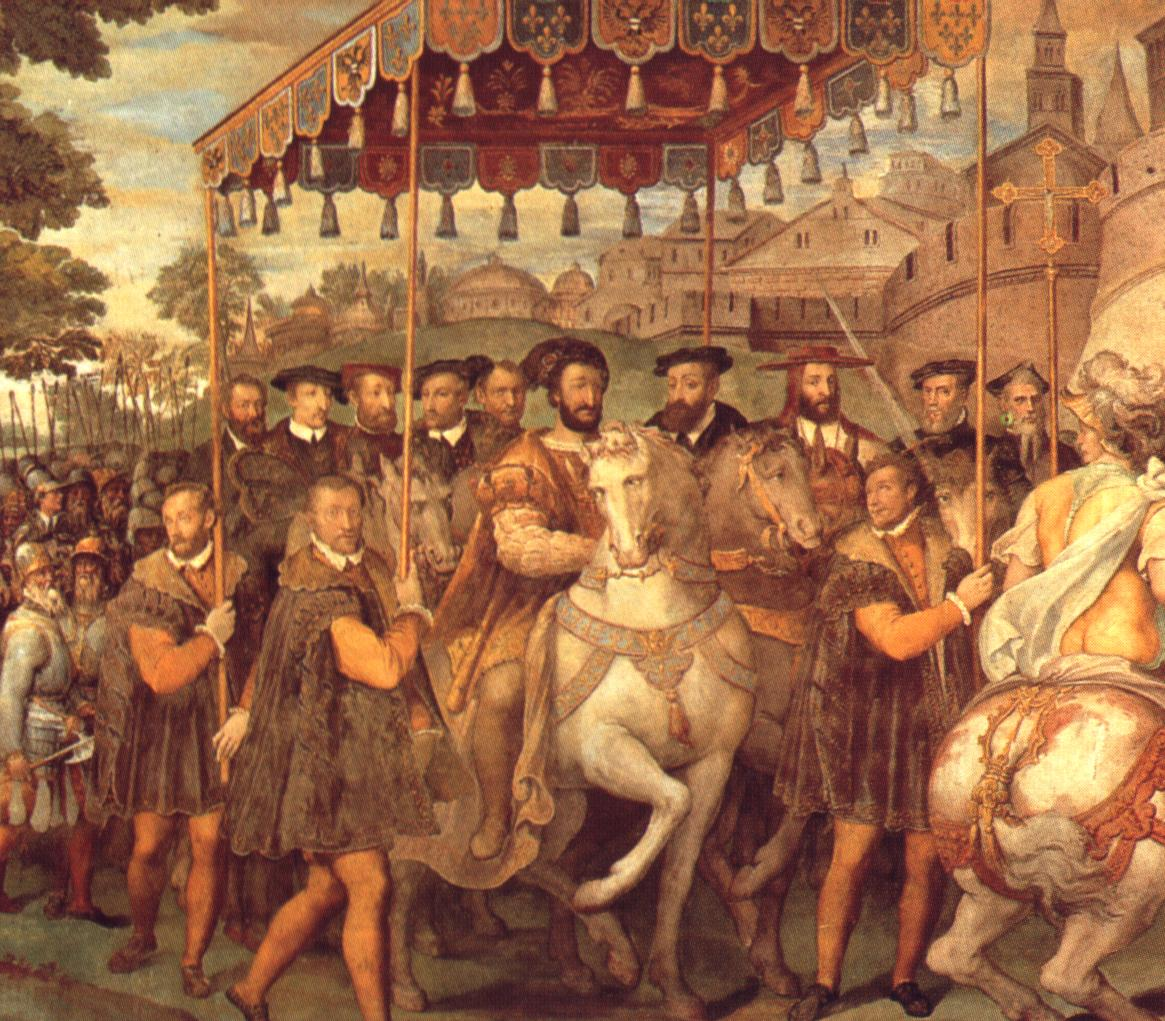
François Ier et Charles Quint entrent dans Paris (1540).

Cependant, il tient à conforter la base originelle de sa puissance, les Pays-Bas, ou « pays de par deçà », ainsi que les nomme la tradition bourguignonne. Il les agrandit au nord par récupérant les territoires occupés par le duc de Gueldre et l'évêque d'Utrecht, et les renforce au sud en repoussant la suzeraineté du roi de France sur la Flandre et l'Artois à la paix des Dames. Enfin, il règle leurs rapports avec le Saint-Empire lors de la diète d'Augsbourg de 1548, conférant une très large autonomie au Cercle de Bourgogne.

#### Dixième guerre d'Italie (1552-1556)

Charles Quint.

Les relations avec Henri II, fils et successeur de François Ier en 1547, s'inscrivent dans la continuité.
Dès 1551, Henri II écoute les princes réformés d'Allemagne, qu'il a bien connus lorsqu'il était dauphin. En janvier 1552, il reçoit à Chambord le margrave Albert de Brandebourg, qui lui suggère d'occuper Cambrai, Verdun, Toul et Metz, cités d'Empire de langue française et bénéficiant traditionnellement d'une certaine autonomie. Henri II y prendrait le titre de « vicaire d'Empire ». Le traité de Chambord est signé le 15 janvier 1552, scellant l'alliance d'Henri II avec les princes réformés contre Charles Quint.

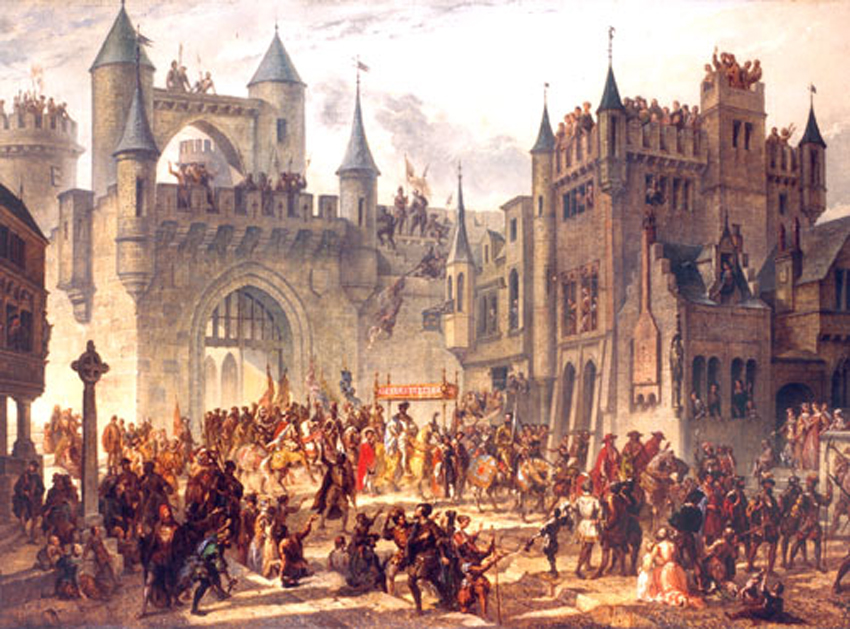
Entrée de Henri II à Metz (Migette, 1852).

En mars 1552, l'armée française est massée à Joinville, possession du duc de Guise, sous le commandement du connétable de Montmorency et dudit duc de Guise. Cambrai, Verdun et Toul ouvrent leurs portes sans opposer de résistance ; le 18 avril 1552, Henri II entre dans Metz. Les Messins accueillent sans joie les envahisseurs et accusent le Maître-échevin protestant de trahison. Après un détour par l'Alsace qui résiste et par Nancy où il impose à la régente Christine de Danemark, nièce de Charles Quint, de remettre la régence des duchés à son beau-frère le francophile Nicolas de Lorraine et de lui confier son fils le jeune duc Charles III de Lorraine afin de lui donner une éducation Française, le « Voyage d'Allemagne » s'achève en mai 1552.
Six mois plus tard, en octobre 1552, sur ordre de Charles Quint, le duc d'Albe met le siège devant Metz, où reste une faible garnison sous les ordres de François de Guise. Le siège dure quatre mois et échoue malgré le déploiement d'importantes forces impériales (35 000 fantassins, 8 000 cavaliers et 150 canons). L'armée de Charles Quint finira par lever le siège le 2 janvier 1553. Désabusé, l'empereur soupire : "on voit que la Fortune est femme. Elle préfère un jeune roi à un vieil empereur."
La même année, Charles Quint fait raser Hesdin et Thérouanne, villes artésiennes qui étaient redevenues françaises, après les avoir assiégées.
Toujours en 1552, en Italie, la ville de Sienne chasse la garnison espagnole le 26 juillet et demande l'intervention française. Henri II en profite pour ouvrir un nouveau front. Défendue par Blaise de Monluc, la ville capitule finalement le 17 avril 1555. Charles Quint cède Sienne à Florence mais conserve les présides toscans de Piombino et Orbetello.
Ces défaites provoquent une crise existentielle chez l'empereur qui, créant un précédent, envisage de renoncer au pouvoir.

### Expéditions en Méditerranée: Tunis et Alger

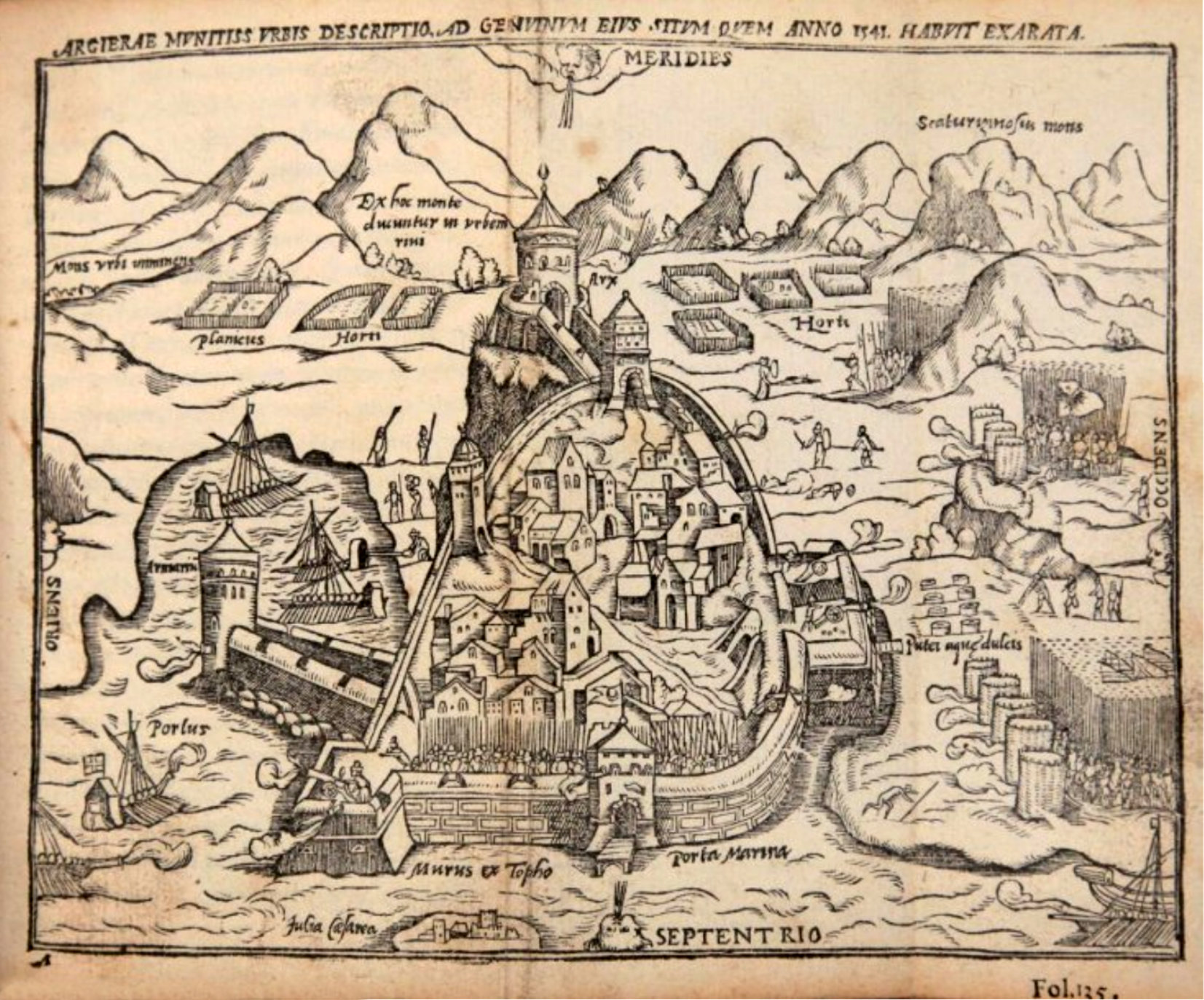
Siège d'Alger par l'empereur Charles Quint en 1541 face à la garnison ottomane.

L'empire de Charles Quint présente le désavantage d'être dispersé et donc vulnérable aux révoltes intérieures mais aussi aux attaques ennemies des Français sur son flanc ouest, de leurs alliés turcs sur son flanc est, et en mer Méditerranée des corsaires comme Arudj Barberousse.
L'un des principaux points de contrôle disputés est Tunis et plus généralement les villes d'Afrique du Nord. Tunis s'avère un point stratégique de contrôle de la mer Méditerranée par rapport à la Sicile et au royaume de Naples, et un point de passage vers le Levant.
En 1534, Kheir el-Din Barberousse, le frère d'Arudj, renverse le sultan hafside Moulay Hassan de Tunis.
Mulay Hassan demande à l'empereur d'équiper une flotte et d'entreprendre une expédition punitive contre Tunis, non seulement pour le rétablir sur le trône, mais aussi pour freiner la piraterie sur les côtes de Sicile et d'Italie.

Atlantes représentant des prisonniers musulmans capturés lors de la conquête de Tunis, Palerme (Italie), XVIe siècle.

Charles Quint arme une flotte de 62 galères et de 150 autres navires qui partent de Barcelone le 29 mars 1535. Les troupes impériales et les troupes espagnoles, commandées par le Génois Andrea Doria, avec l'appui de l'ordre de Saint-Jean de Jérusalem, arrivent à proximité de Carthage et de Tunis. Tunis est prise le 21 juillet 1535, Moulay Hassan restauré, 20 000 chrétiens esclaves libérés. Moulay Hassan devient un vassal de l'Espagne et entérine l'abolition de l'esclavage et la tolérance religieuse.
Jan Cornelisz Vermeyen, peintre et tapissier, se voit chargé d'immortaliser la bataille. Les nombreux croquis qu'il y réalise servent notamment pour une suite de douze tapisseries, commandées par Marie de Hongrie.

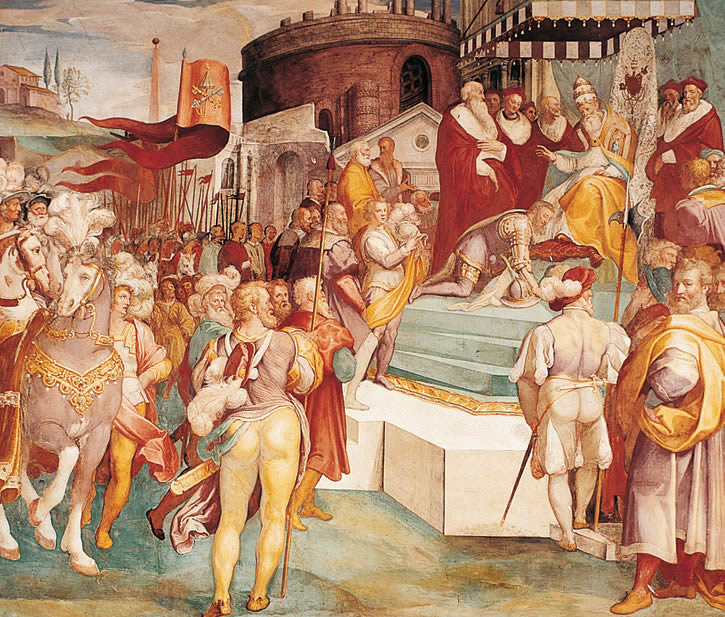
Charles Quint annonçant la prise de Tunis au pape, tapisserie, XVIe siècle.

Fort de cette victoire, il fait une entrée triomphale dans Rome le 5 avril 1536, traversant la cité depuis la porte San Sebastiano au sud et passant par le Forum Romain pour être accueilli par le pape Paul III dans la basilique Saint-Pierre.
En revanche, l'expédition sur Alger en 1541 se solde par un désastre et redonna aux Barbaresques le Sud de la Méditerranée.

## Charles Quint et la Réforme

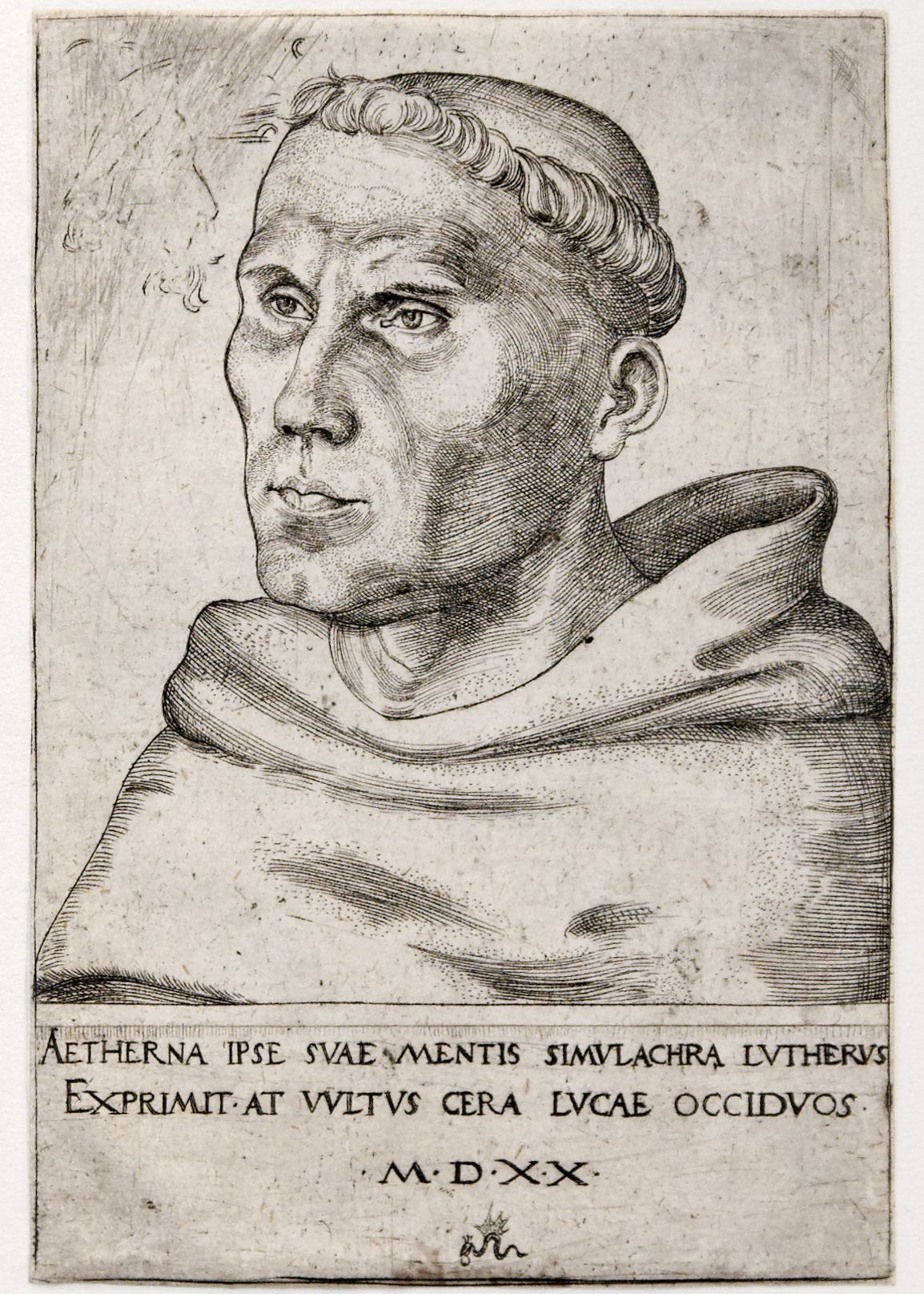
Martin Luther (vers 1520).

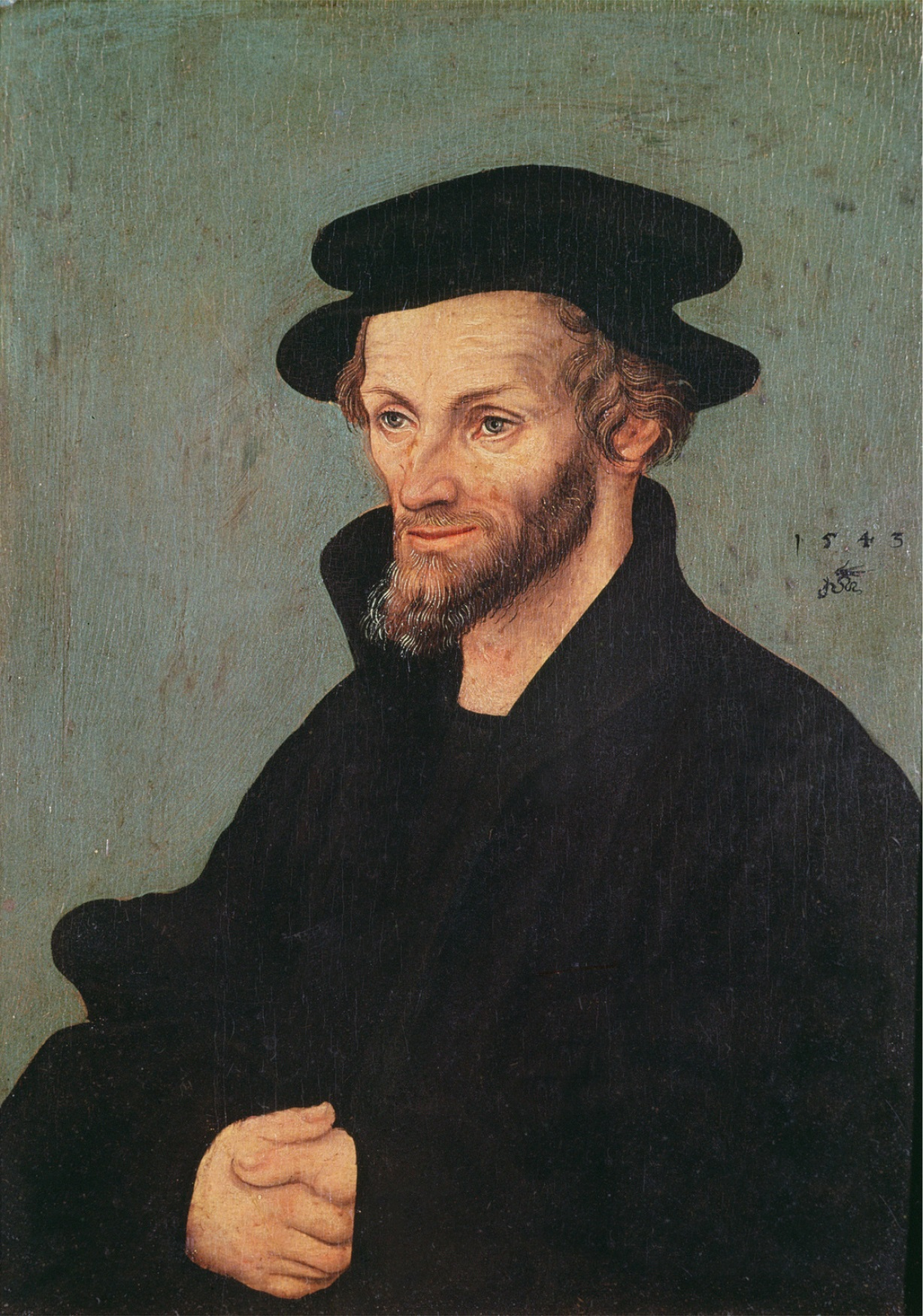
Philippe Mélanchthon.

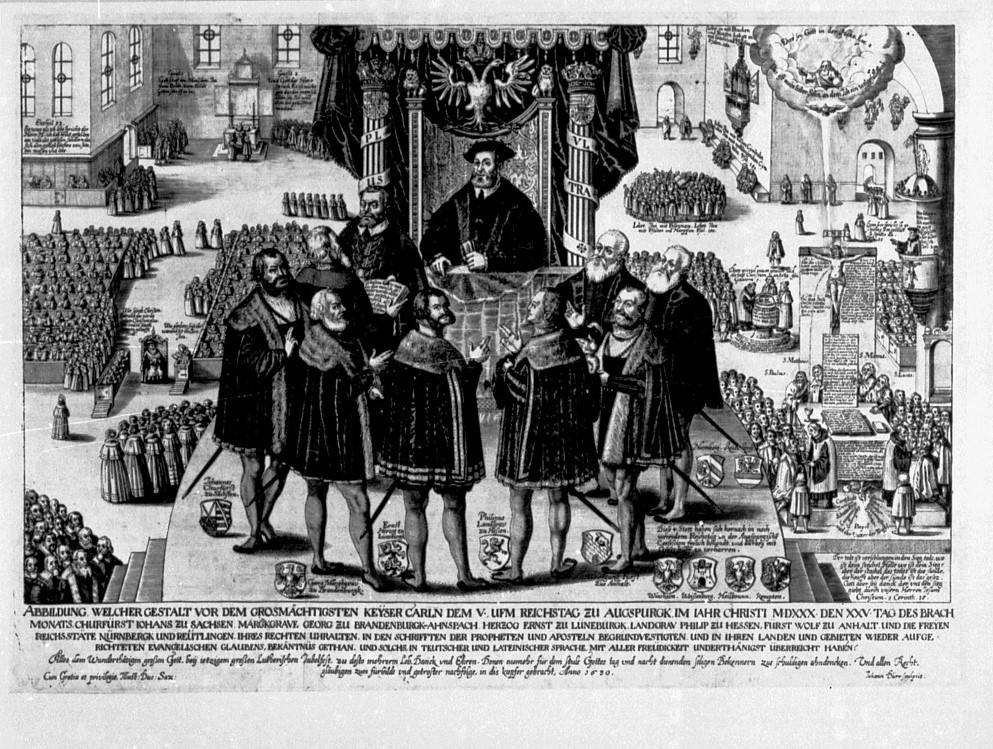
Présentation à Charles Quint de la confession d'Augsbourg (1530).

Le règne de Charles Quint correspond à la naissance du luthéranisme en Allemagne. Défenseur de la foi, couronné le 23 février 1530 et sacré, le lendemain, par le pape, le petit-fils et successeur des « Rois catholiques » ne peut se soustraire à l'obligation de défense de la foi catholique et une accalmie dans le conflit l'opposant à François Ier lui permet de s'attacher à cette mission.

### Face aux débuts de la Réforme (1521-1529)
Le luthéranisme naît en 1517, lorsque Martin Luther affiche ses 95 thèses à Wittenberg, à la fin du règne impérial de Maximilien d'Autriche, qui meurt le 12 janvier 1519. Son petit-fils Charles est élu empereur le 23 octobre 1520.
C'est d'abord l'Église qui intervient, dès 1518, le pape envoyant des légats pour discuter avec Luther : mais c'est un échec, Luther est excommunié le 3 janvier 1521. Cette mesure implique une mise au ban de l'Empire, mais elle doit être prononcée par une Diète d'Empire. Celle-ci est réunie à Worms en avril 1521. Luther est appelé à s'y présenter, avec la garantie d'un sauf-conduit pour repartir libre. Devant la diète et l'empereur, il réitère son refus de se soumettre aux exigences du pape. Il quitte Worms et la diète prononce sa mise au ban. Le 21 avril, Charles la promulgue par l'édit de Worms, qui contient encore d'autres mesures pour éradiquer le luthéranisme.
Durant son voyage de retour vers Wittenberg, l'électeur de Saxe Frédéric le Sage enlève Luther et le met en sécurité au château d'Altenstein, où il reste jusqu'en mars 1522. Il rentre alors à Wittenberg. Le mouvement de la Réforme est alors trop avancé pour que la mise au ban puisse être appliquée. Charles est d'ailleurs occupé par la sixième, puis la septième guerre d'Italie.
Plusieurs autres princes allemands passent au luthéranisme, ce qui leur permet de nationaliser les biens de l'Église dans leurs États. Le cas le plus spectaculaire, bien que hors Empire, est celui de la transformation du territoire de l'ordre Teutonique (der deutsche Orden) à Königsberg en un duché de Prusse luthérien, dont le grand-maître devient duc héréditaire.
Charles Quint intervient de nouveau en 1529, à l'occasion de la réunion de la diète à Spire : mais il se heurte à la « protestation » officielle de six princes et de quatorze villes impériales, origine du terme « protestantisme » (en allemand, « protester » se dit protestieren). La diète d'Augsbourg en 1530 constitue un tournant.

### Le tournant de 1530-1531: la diète d'Augsbourg et la ligue de Smalkalde
L'année même de son couronnement impérial, Charles Quint convoque la diète à Augsbourg pour poser la question de la soumission des princes du Saint-Empire convertis à la Réforme luthérienne. La réunion tourne à son désavantage, les princes du Nord réformistes se coalisant sous l'autorité du landgrave Philippe Ier de Hesse et de l'électeur Jean-Frédéric Ier de Saxe.
Le 25 juin 1530, les protestants présentent à l'empereur la confession d'Augsbourg, texte fondamental du luthéranisme, rédigé par Philippe Mélanchthon, représentant de Luther (qui ne peut pas participer à la diète) et Joachim Camerarius. Le texte est rejeté par les théologiens catholiques, malgré quelques modifications conciliatrices apportées par Melanchthon. Charles Quint la fait proscrire par la diète dont les membres s'avèrent être a fortiori catholiques[pas clair].

Portrait équestre de Charles Quint à la bataille de Muehlberg, par Titien (1548).

Le 20 septembre 1530, Luther recommande aux princes protestants de se préparer à la guerre plutôt que d'accepter de transiger avec l'Église catholique. Au début de 1531 est formée la ligue de Smalkalde, dont le chef de file est Philippe de Hesse.
La diète s'achève le 19 novembre 1531 avec le recès d'Augsbourg qui confirme l'édit de Worms : il ordonne aux princes coalisés de se soumettre avant le 15 avril 1531, de rétablir dans leurs États la juridiction épiscopale et de restituer les biens de l'Église.

### Le soutien de l'empereur à une réforme de l'Église: le concile de Trente (1545-1562)
En fait, Charles Quint n'est pas alors en mesure de soumettre militairement la ligue de Smalkalde, à laquelle le roi de France apporte son soutien, bien qu'il soit un adversaire du luthéranisme dans son royaume. Ce n'est que dans les années 1540 que la confrontation va commencer.
Entre temps, Charles fait pression sur les papes successifs pour qu'ils mènent une réforme de l'Église, qu'il juge tout à fait nécessaire. Conscient lui aussi de cette nécessité, le pape Paul III convoque finalement un concile, dont les travaux commencent le 5 décembre 1545 dans la ville de Trente.
Charles Quint ne verra pas la fin des travaux du concile, qui aboutit à de sérieux changements (création des séminaires, limitation du népotisme, suppression de certains abus...).

### La guerre de Smalkalde (1546-1555) et la paix d'Augsbourg
Les protestants ne reconnaissent pas le concile et l'empereur déclenche les hostilités en juin 1546, avec une armée équipée par le pape et commandée par Octave Farnèse, futur duc de Parme, une armée autrichienne sous les ordres de son frère Ferdinand de Habsbourg et une armée néerlandaise sous les ordres du comte de Buren.
Grâce à l'appui du prince-électeur Maurice de Saxe, Charles Quint remporte sur Jean-Frédéric de Saxe la bataille de Muehlberg en 1547, emprisonne Philippe de Hesse et obtient la soumission des princes rebelles. En 1551, le même Maurice de Saxe réalise un renversement d'alliance pour délivrer le landgrave de Hesse-Cassel, retenu prisonnier par Charles Quint. Ce dernier, trahi par le duc Maurice, se voit réduit à traiter et à accorder, par la paix de Passau (1552), une amnistie générale et le libre exercice du culte réformé. À contre-cœur, il laisse à son frère Ferdinand le dernier mot : le 3 octobre 1555 est signée la paix d'Augsbourg. L'unité religieuse de l'Empire est sacrifiée au profit d'un ordre princier : chaque feudataire de l'Empire peut choisir laquelle des deux religions sera seule autorisée dans ses domaines. C'est le principe cujus regio, ejus religio (« la religion du prince est la religion du pays »).
Charles Quint ordonne qu'on dresse dans ses États un catalogue des auteurs à proscrire, préfigurant ainsi la mise en place de l'Index quelques années plus tard. Ces actions lui méritent une Apologia ad Carolum V Caesarem (Apologie à l'empereur Charles Quint, 1552) du cardinal anglais Reginald Pole.
Dans ses États patrimoniaux du Saint-Empire, ces Pays-Bas où il incarne à la fois le seigneur naturel et le souverain impérial, il dispose de plus de facilité à agir, n'est pas tenu de prendre en compte ces puissantes oppositions et peut agir comme il l'entend. Dans les Flandres, il fait placarder une série d'édits très stricts contre l'hérésie, introduisant une inquisition moderne sur le modèle de celle que Charles a découverte en Espagne. L'application de ces placards demeure assez molle jusqu'à l'arrivée de Philippe II en raison de la tiédeur de la reine-régente Marie de Hongrie et des élites locales à leur sujet. Les condamnations à mort se comptent toutefois en plus grand nombre dans ce seul territoire sous son règne que dans tout le royaume de France, qui bénéficiait certes d'une exposition moins visible.

## L'abandon du pouvoir
Dans les années 1540, Charles Quint transfère à son fils Philippe certaines de ses possessions. Mais c'est en 1555 qu'il décide de se retirer sans attendre la mort, en raison de deux événements : la mort de sa mère en avril et la concession de la paix d'Augsbourg aux protestants de l'Empire.
En octobre 1555, il abdique au profit de son fils Philippe ses fonctions aux Pays-Bas ; puis en Espagne en janvier 1556. Conservant pour la forme la couronne impériale, il se retire dans un monastère en Castille.

### Cessions à l'infant Philippe (1540-1553)

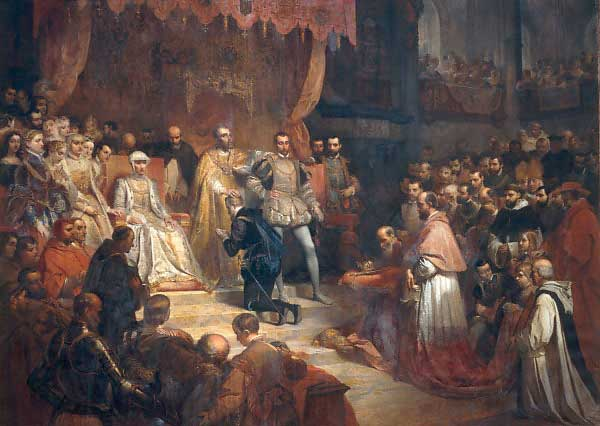
Abdication de Charles Quint par Louis Gallait (1841).

Souffrant d'une goutte particulièrement invalidante, il envisage assez tôt de se défaire du pouvoir.
Le processus commence en 1540, peu après la mort de son épouse Isabelle. Il investit alors secrètement Philippe du duché de Milan, vacant depuis 1535 après la mort de Ludovic Sforza ; cette investiture est rendue publique en 1546.
Deux ans plus tard, Charles fait venir Philippe aux Pays-Bas pour le faire reconnaître comme son héritier des Pays-Bas et le présenter aux princes de l'Empire dans l'espoir que Philippe puisse un jour briguer la couronne impériale[réf. nécessaire].

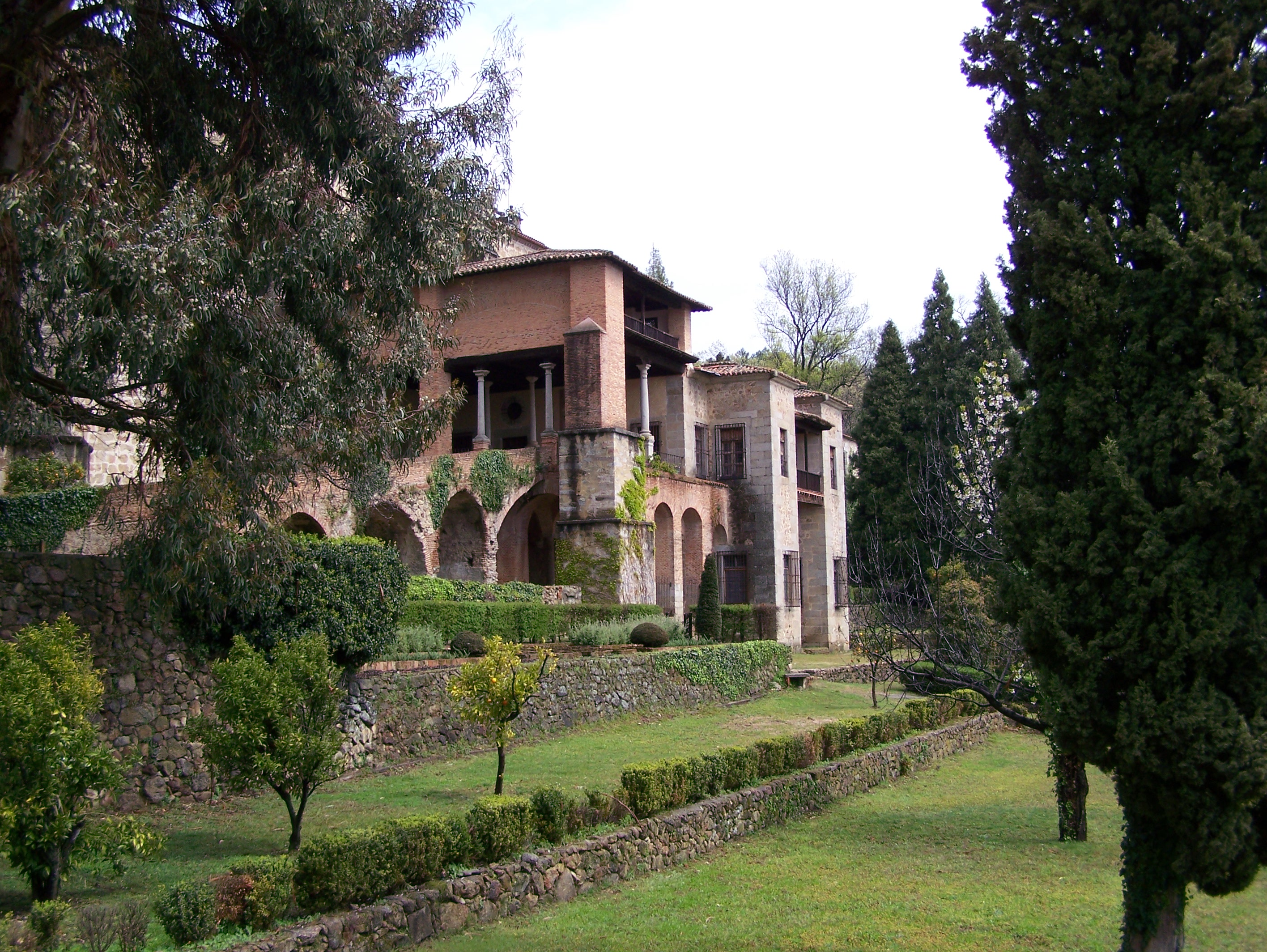
Le monastère de Yuste.

En 1554, Philippe épouse la reine d'Angleterre, Marie Tudor. Afin d'éviter une union inégale entre un duc et une reine, Charles Quint lui cède auparavant le royaume de Naples.
Tout cela suscite un contentieux entre Charles et son frère cadet Ferdinand, irrité de voir son aîné privilégier à ce point Philippe, alors qu'il avait promis à ses neveux autrichiens des parcelles de l'héritage aux Pays-Bas et en Italie.

### Les abdications (1555-1558)

#### Motifs
Deux événements marquent l'année 1555 : en premier lieu, la mère de Charles, Jeanne de Castille, en théorie toujours coreine de Castille et d'Aragon, meurt le 11 avril 1555. Charles en est très affecté bien qu'ils ne se soient jamais réellement connus du fait de la folie de Jeanne à partir de la mort de Philippe le Beau (1506). En deuxième lieu, la signature de la paix d'Augsbourg le 25 septembre lui laisse un sentiment d'échec face aux princes protestants de l'Empire.
De plus, il est physiquement affaibli par la vieillesse (à l'âge de 55 ans) et les maladies (asthme, état diabétique, hémorroïdes, pathologie fréquente à une époque où l'on voyage à cheval) et tourmenté par sa complexion flegmatique et mélancolique[réf. nécessaire].
Par ailleurs, les victoires de ses armées à Sienne et Gimnée (15 juillet 1555) ainsi que la présence à ses côtés de Philippe, venu d'Espagne aux Pays-Bas, lui donnent l'impression que son pouvoir est suffisamment établi pour qu'il puisse procéder immédiatement à cette renonciation.

#### Pays-Bas (25 octobre 1555)
Le 22 octobre 1555, Charles Quint convoque les chevaliers de l'ordre de la Toison d'or pour les informer de sa résolution. Il renonce à sa qualité de chef et souverain de l'ordre et fait promettre aux chevaliers de servir son fils Philippe, arrivé à Bruxelles à l'issue d'un tour d'Europe de deux ans.
Trois jours plus tard, devant les États généraux réunis à Bruxelles dans la salle Aula Magna du palais du Coudenberg, il abdique solennellement ses couronnes néerlandaises. C'est là qu'en 1516, il a été proclamé « duc de Bourgogne » devant ces mêmes États généraux. Dans une ambiance larmoyante[pas clair], il fait le décompte des voyages incessants qu'il a consentis pour le bien de ses pays et de la chrétienté avant de faire reconnaître Philippe comme le nouveau souverain des Pays-Bas.

#### Espagne (16 janvier 1556)
Le 16 janvier 1556, alors qu'il se dirige vers l'Espagne pour s'y retirer[pas clair], il transmet à Philippe son héritage espagnol.

#### Comté de Bourgogne (1558)
En 1558, il lui cède le comté de Bourgogne[réf. nécessaire], fief impérial qui fait partie du cercle de Bourgogne (Besançon ne fait pas partie du comté, car c'est une ville libre impériale).

#### Couronne impériale (1556-1558)
Dès 1556, Charles est décidé à abandonner la charge d'empereur, ce qu'aucun de ses prédécesseurs n'a fait jusque là, mais au profit de son frère Ferdinand.
Il est donc nécessaire que celui-ci se mette d'accord avec les princes-électeurs, au nombre de sept, pour avoir la certitude d'être élu. C'est le 8 août 1556 que Charles autorise formellement Ferdinand à mener ces négociations, ce qui représente une forme d'abdication de fait. Ce processus est désapprouvé par le pape Paul IV.
Malgré cela, Ferdinand obtient, après de longues délibérations, l'accord des princes-électeurs réunis à Francfort, le 24 février 1558. Il devient alors officiellement « empereur des Romains élu ». Paul IV persiste dans son refus de reconnaître l'élection, qui n'est entérinée que par son successeur Pie IV.

### Séjour à Yuste, mort et inhumations
Après son abdication, Charles Quint se retire le 3 février 1557 au monastère hiéronymite de Yuste, en Estrémadure, où une modeste résidence attenante au monastère a été spécialement aménagée pour lui. Il y mène une vie simple, rythmée par la prière, la lecture, la correspondance politique et les soins que lui prodiguent médecins et serviteurs, tout en souffrant de crises de goutte et d’un état de santé général déclinant.

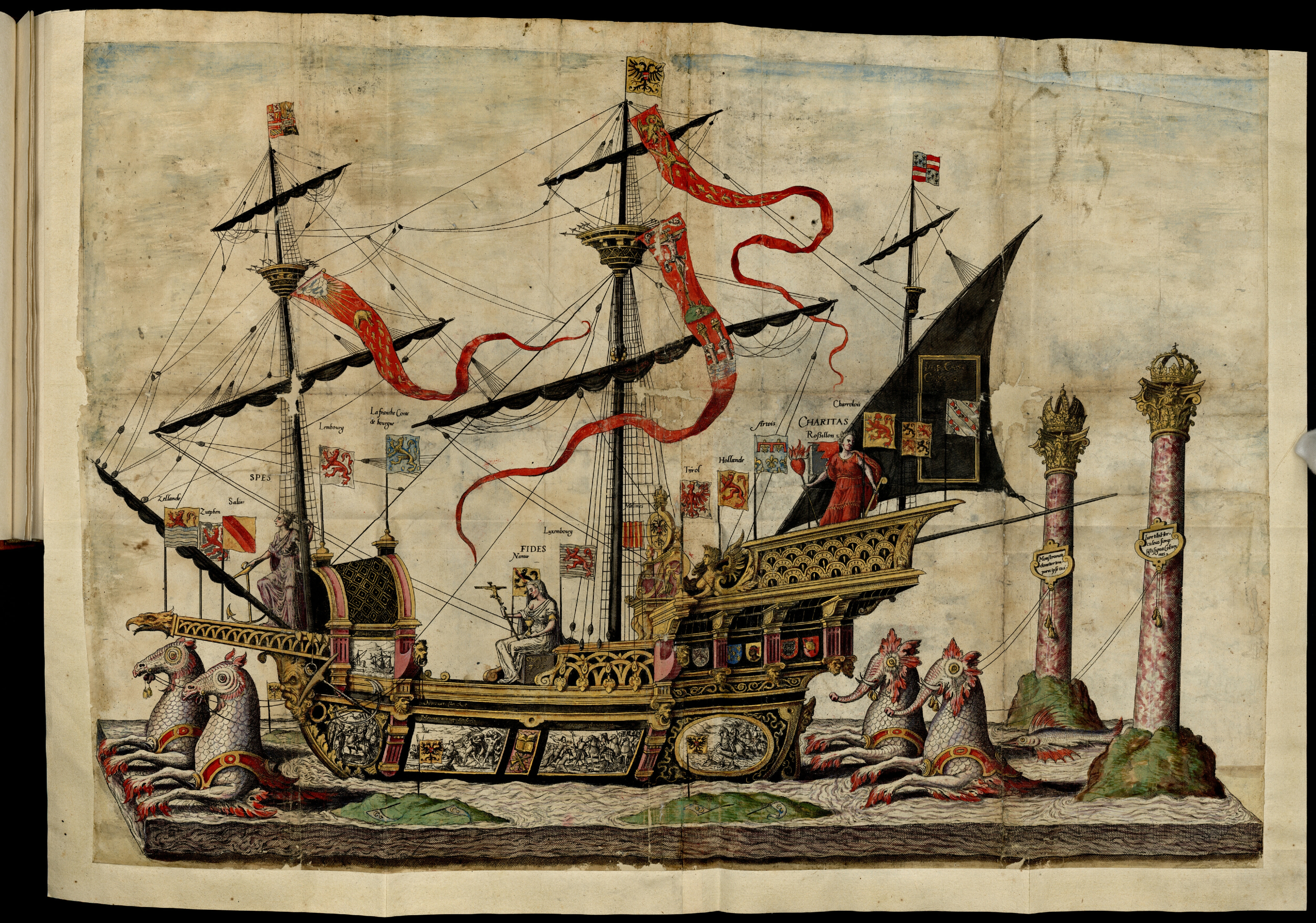
Pompe funèbre de Charles V.

À l’été 1558, alors que la maladie s’aggrave, Charles Quint demande à son confesseur d’organiser des messes de requiem en mémoire de son épouse Isabelle et de ses ancêtres. Selon certains récits issus des sources hiéronymites et relayés par la tradition, il aurait même souhaité assister à une messe « préventive » pour ses propres funérailles, allant jusqu’à écouter les prières pour son âme, entouré de sa maison en deuil et d’un catafalque dressé dans l’église. Toutefois, les recherches historiques récentes nuancent cette version spectaculaire : il s’agissait plutôt d’une messe de requiem solennelle, sans que l’empereur ne s’allonge dans un cercueil, mais marquée par une profonde piété et la conscience de la mort imminente.
Peu après cette cérémonie, Charles Quint ressent un malaise croissant. Il confie à ses proches ses dernières volontés, règle ses affaires et reçoit les sacrements avec une grande dévotion. L’archevêque de Tolède, Bartolomé Carranza, arrivé de Flandre sur ordre de Philippe II, lui apporte une assistance religieuse dans ses derniers instants. Charles Quint meurt finalement dans la nuit du 21 septembre 1558, à l’âge de 58 ans, terrassé non par la goutte, comme on l’a longtemps cru, mais par le paludisme, maladie endémique dans la région, comme l’ont confirmé des analyses récentes.
Ses obsèques se déroulent dans l’église du monastère de Yuste, entièrement tendue de noir pour l’occasion. Un imposant catafalque est dressé au centre du chœur, et les funérailles, d’une grande solennité, durent trois jours et trois nuits, rythmées par des messes et des prières continues. Charles Quint est inhumé selon ses vœux sous le maître-autel de l’église, dans la plus grande simplicité, entouré de ses fidèles compagnons et serviteurs. Son oraison funèbre est prononcée par François Richardot.
En 1574, conformément à la volonté de son fils Philippe II, ses restes sont transférés à la nécropole royale de l'Escurial, près de Madrid, où ils reposent aujourd’hui aux côtés de nombreux souverains espagnols.

## Ascendance

### Fratrie

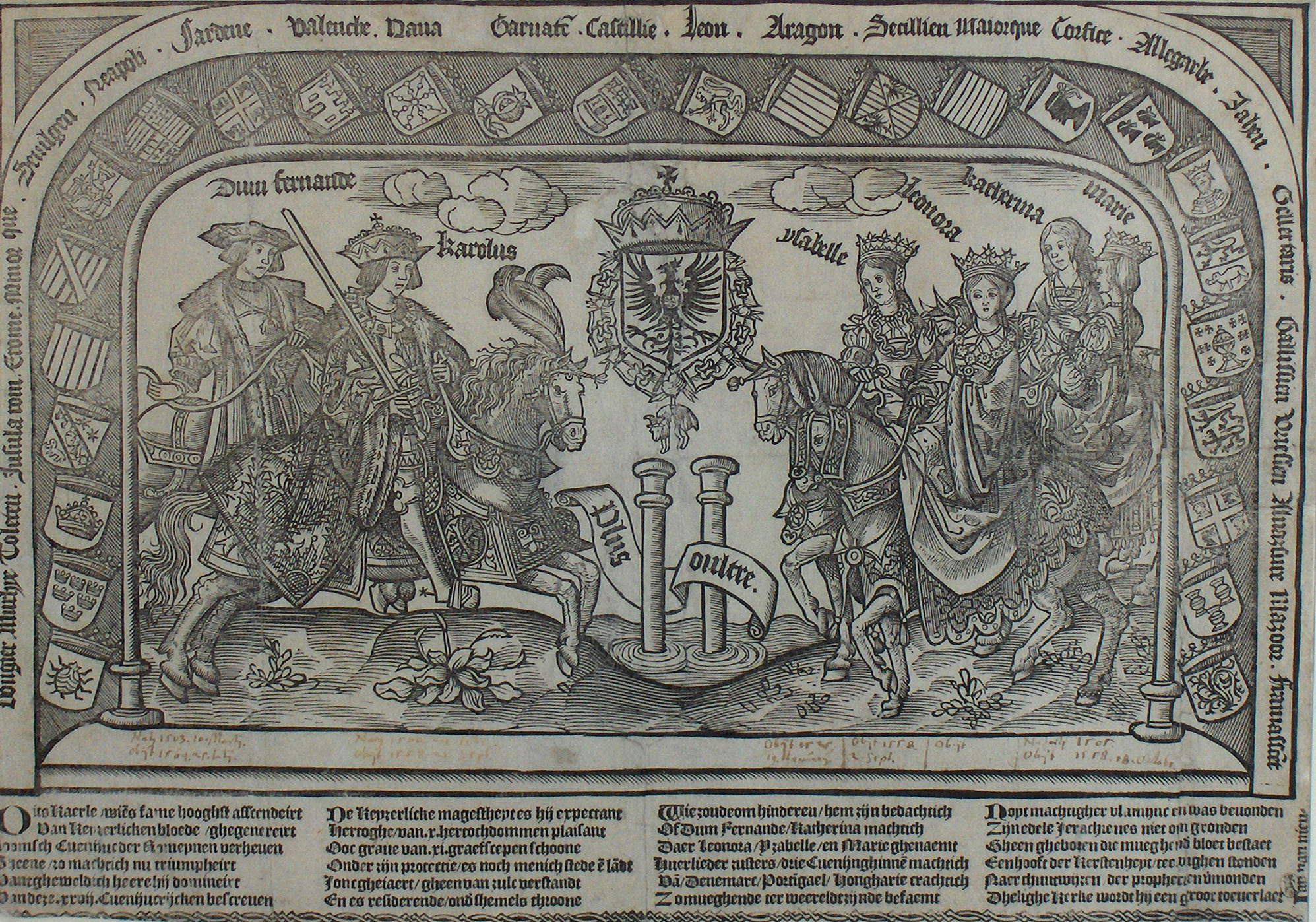
Les enfants de Philippe de Habsbourg et de Jeanne de Castille.

- Éléonore (1498-1558) épouse en 1519 Manuel Ier (1469-1521) puis en 1530 François Ier (1494-1547) ;
- Charles (1500-1558) ;
- Isabelle (1501-1526) épouse en 1515 Christian II de Danemark (1481-1559) ;
- Ferdinand (1503-1564) épouse en 1521 Anne de Bohême et de Hongrie (1503-1547) ;
- Marie (1505-1558) épouse en 1521 Louis II de Hongrie (1505-1526) ;
- Catherine (1507-1578) épouse en 1525 Jean III de Portugal (1502–1557).

## Héritage et patrimoine
|                                              | | | | | |   |   |                                             |                                                                           |                                                                           |                                                                           |                                                                           |                                                                           |
| États héréditaires des Habsbourg             | États héréditaires des Habsbourg | | | États bourguignons | États bourguignons |   |   | Royaumes d'Aragon et de Sicile              | Royaumes d'Aragon et de Sicile                                            |                                                                           |                                                                           | Royaumes de Castille et de León                                           | Royaumes de Castille et de León                                           |
|                                              | | | | | |   |   |                                             |                                                                           |                                                                           |                                                                           |                                                                           |                                                                           |
| Maximilien Ier du Saint-Empire (1459-1519) │ | Maximilien Ier du Saint-Empire (1459-1519) │ | x | x | Marie de Bourgogne (1457-1482) │ | Marie de Bourgogne (1457-1482) │ |   |   | Ferdinand II d'Aragon (1452-1516) │         | Ferdinand II d'Aragon (1452-1516) │                                       | x                                                                         | x                                                                         | Isabelle Ire de Castille (1451-1504) │                                    | Isabelle Ire de Castille (1451-1504) │                                    |
|                                              | | | | | |   |   |                                             |                                                                           |                                                                           |                                                                           |                                                                           | conquête de Grenade                                                       |
| │ Philippe de Habsbourg (1478-1506) │        | │ Philippe de Habsbourg (1478-1506) │ | │ Philippe de Habsbourg (1478-1506) │ | │ Philippe de Habsbourg (1478-1506) │ | │ Philippe de Habsbourg (1478-1506) │ | │ Philippe de Habsbourg (1478-1506) │ | x | x |                                             | │ Jeanne Ire de Castille (1479-1555) │                                    | │ Jeanne Ire de Castille (1479-1555) │                                    | │ Jeanne Ire de Castille (1479-1555) │                                    | │ Jeanne Ire de Castille (1479-1555) │                                    |                                                                           |
|                                              | | | | | |   |   |                                             |                                                                           |                                                                           |                                                                           |                                                                           |                                                                           |
| │ Charles Quint (1500-1558)                  | │ Charles Quint (1500-1558) | │ Charles Quint (1500-1558) | │ Charles Quint (1500-1558) | │ Charles Quint (1500-1558) | │ Charles Quint (1500-1558) |   |   | │ Ferdinand Ier du Saint-Empire (1503-1564) | │ Ferdinand Ier du Saint-Empire (1503-1564)                               | │ Ferdinand Ier du Saint-Empire (1503-1564)                               | │ Ferdinand Ier du Saint-Empire (1503-1564)                               | │ Ferdinand Ier du Saint-Empire (1503-1564)                               | │ Ferdinand Ier du Saint-Empire (1503-1564)                               |
|                                              | duc de Bourgogne (souverain des Pays-Bas) : 1506 roi des Espagnes (Castille et Aragon) : 1516 roi de Sicile : 1516 archiduc régnant d'Autriche : 1519 empereur : 1519 roi de Naples : 1521 | duc de Bourgogne (souverain des Pays-Bas) : 1506 roi des Espagnes (Castille et Aragon) : 1516 roi de Sicile : 1516 archiduc régnant d'Autriche : 1519 empereur : 1519 roi de Naples : 1521 | duc de Bourgogne (souverain des Pays-Bas) : 1506 roi des Espagnes (Castille et Aragon) : 1516 roi de Sicile : 1516 archiduc régnant d'Autriche : 1519 empereur : 1519 roi de Naples : 1521 | duc de Bourgogne (souverain des Pays-Bas) : 1506 roi des Espagnes (Castille et Aragon) : 1516 roi de Sicile : 1516 archiduc régnant d'Autriche : 1519 empereur : 1519 roi de Naples : 1521 | duc de Bourgogne (souverain des Pays-Bas) : 1506 roi des Espagnes (Castille et Aragon) : 1516 roi de Sicile : 1516 archiduc régnant d'Autriche : 1519 empereur : 1519 roi de Naples : 1521 |   |   |                                             | archiduc régnant d'Autriche : 1521 roi des Romains : 1531 empereur : 1556 | archiduc régnant d'Autriche : 1521 roi des Romains : 1531 empereur : 1556 | archiduc régnant d'Autriche : 1521 roi des Romains : 1531 empereur : 1556 | archiduc régnant d'Autriche : 1521 roi des Romains : 1531 empereur : 1556 | archiduc régnant d'Autriche : 1521 roi des Romains : 1531 empereur : 1556 |
| │ Philippe II d'Espagne (1527-1598)          | | | | | |   |   |                                             |                                                                           |                                                                           |                                                                           |                                                                           |                                                                           |
|                                              | duc de Bourgogne (souverain des Pays-Bas) : 1555 roi des Espagnes : 1556 roi de Sicile et de Naples : 1556                                                                                 | | | | |   |   |                                             |                                                                           |                                                                           |                                                                           |                                                                           |                                                                           |

### Titulature
En 1534, Charles Quint est désigné comme suit : 

« Charles par la divine clémence Empereur des Romains, toujours Auguste, roi de Germanie, de Castille, de León, de Grenade, d'Aragon, de Navarre, de Naples, de Sicile, de Majorque, de Sardaigne, des îles Indes et terres fermes de la mer Océane, archiduc d'Autriche, duc de Bourgogne, de Brabant, de Limbourg, de Luxembourg et de Gueldre, comte de Flandres, d'Artois, de Bourgogne palatin, de Hainaut, de Hollande, de Zélande, de Ferrette, de Haguenau, de Namur et de Zutphen, prince de Souabe, marquis de Saint-Empire, seigneur de Frise, de Salins, de Malines, le dominateur en Asie et en Afrique, roi de la Nouvelle-Espagne, du Pérou, de la Nouvelle-Grenade et du Río de la Plata et suzerain des vice-rois de ces mêmes pays. »

### Armoiries
| Philippe d'Autriche | Charles Quint | Jeanne de Castille |

Les armoiries de Charles Quint ont évolué au cours de sa vie. À sa naissance, en 1500, il hérite des armes brisées de son père, écartelées d'Autriche, de Bourgogne moderne, de Bourgogne ancien et de Brabant, chargées du parti de Flandre et de Tyrol, le tout brisées d'un lambel. La mort d'Isabelle la Catholique, en 1504, constitue ses parents les rois de Castille. Les armes familiales sont modifiées pour refléter cette nouvelle situation. On écartèle donc ces armes paternelles avec celles, écartelées du contre écartelé de Castille et de Léon et du parti d'Aragon et de Sicile, le tout enté en pointe de Grenade. Comme le couple se montre inégal, Philippe, duc de Bourgogne face à la reine de Castille, les armes maternelles sont mises au point d'honneur. Charles hérite de cet écartelé pour le moins complexe, tandis que son frère Ferdinand inverse les quartiers paternels et maternels.

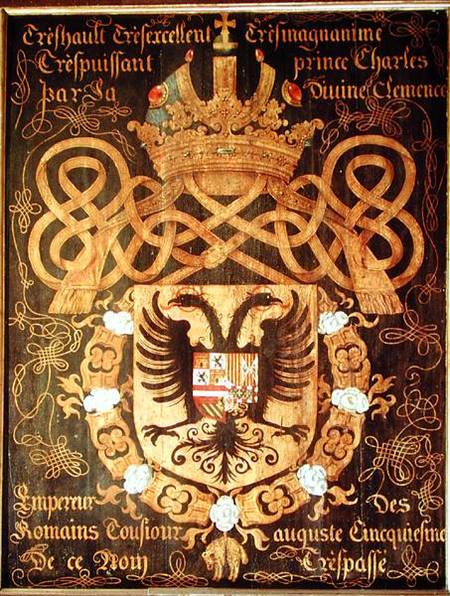
Armoiries de Charles Quint par Jacques Le Boucq.

Armoiries de roi des Espagnes.

À partir de 1519, cet écartelé se place sur l'aigle impériale. Comme la composition devient difficile à graver et à déchiffrer, les armes se simplifient peu à peu. L'écartelé d'Aragon-Castille et d'Autriche-Bourgogne se change graduellement en un simple coupé. Ses derniers sceaux, à Yuste, retournent à l'écartelé de 1506, sans plus d'aigles ni de couronne.
Le blason est : « coupé en chef parti en 1 écartelé en 1 et 4, de gueules au château d'or ouvert et ajouré d'azur et en 2 et 3 d'argent au lion de gueules armé, lampassé et couronné d'or, en 2 parti en 1 d'or à quatre pals de gueules et en 2 écartelé en sautoir d'or aux quatre pals de gueules et d'argent à l'aigle de sable, accompagné en pointe d'argent à une pomme grenade de gueules, tigée et feuilleté de sinople, et en pointe écartelé en 1 de gueules à la face d'argent, en 2 d'azur semé de fleurs de lys d'or à la bande componée d'argent et de gueules, en 3 bandé d'or et d'azur de six pièces, à la bordure de gueules et en 4 de sable au lion d'or, armé et lampassé de gueules, sur le tout parti d'or au lion de sable armé, couronné et lampassé de gueules et d'argent à l'aigle éployé de gueules, membré et becqué d'or. »

## Charles Quint dans les arts et la culture populaire

### Théâtre
Le personnage de Charles Quint apparaît dans les pièces suivantes :
- Hernani de Victor Hugo (1830) : Charles Quint, sous le nom de Don Carlos, y est décrit pendant la période de son intronisation en tant qu'empereur.
- Le Soleil se couche… de Michel de Ghelderode (création : 1943)
- Les Portes du ciel de Jacques Attali (création : 1999), avec Gérard Depardieu dans le rôle de Charles Quint.

Dans Lorenzaccio d'Alfred de Musset, dont l'action est située en 1537 à Florence, il est cité fréquemment (sous le nom de « César ») pour avoir apporté la disgrâce et le malheur à la république. Il est associé au pape Clément VII.

### Musique

#### Opéra
- Karl V (opéra), opéra de Krenek.

### Littérature

#### Roman
Charles Quint est le principal antagoniste de François Ier dans 1515-1519, une uchronie du Chroniqueur de la Tour.

### Filmographie

#### Cinéma
- 1911 : Raison d’État. Après la bataille de Pavie (1525) de Paul Gavault, avec Dorival et Monteaux ;
- 1942 : La regina di Navarra de Carmine Gallone avec Gino Cervi ;
- 1959 : La Belle et Le Corsaire (it) (Il corsaro della mezzaluna), avec Paul Muller ;
- 1963 : L'Aigle de Florence avec Diego Michelotti (it) ;
- 1978 : Le Connétable de Bourbon de Jean-Pierre Decourt, épisode des Grandes conjurations, avec Daniel Colas ;
- 1998 : A tout jamais : une histoire de Cendrillon d’Andy Tennant avec Christian Marin ;
- 2003 : Luther d'Eric Till avec Torben Liebrecht (de) ;

#### Télévision

##### Série
- 2007 : Les Tudors, avec Sebastian Armesto ;
- 2011 : La Saga des Fugger, banquiers de l'empereur (titre original : Die Fugger), de Werner Köhne ;
- 2015 : Carlos, rey emperador[62] avec Álvaro Cervantes[62], diffusée en Espagne[63] ;
- 2018 : La Guerre des trônes, la véritable histoire de l'Europe avec Mickael Fuhs ;
- 2019 : Anne de France ou l'honneur des Bourbons de Benjamin Lehrer et David Jankowski, épisode de Secrets d'histoire, avec Eric Plaza-Cochet.
- 2022 : Diane de Poitiers avec Olivier Gourmet.
- 2022 : The Serpent Queen avec Rupert Everett

##### Documentaire
En 2013, un documentaire-fiction, intitulé Moi, Charles Quint, maître du monde, réalisé par Dominique Leeb, lui est consacré dans le cadre de l'émission Secrets d'histoire. Du palais de l'Alhambra au monastère de l'Escorial, le documentaire retrace les grandes étapes de la vie : son combat pour maintenir l'unité chrétienne de son empire face au protestantisme, les guerres contre ses principaux adversaires, son abdication et enfin ses dernières années au monastère de Yuste, en Espagne.
En 2020, Wilfried Hauke réalise Charles Quint, le dernier chevalier.
Organisé dans sa version moderne depuis 1930, l'Ommegang de Bruxelles est un spectacle de reconstitution historique, reproduisant et répétant l'Ommegang offert en 1549 pour l'entrée de l'empereur Charles V et son fils Philippe à Bruxelles en 1549.

## Citations
- « Que l'on devrait parler allemand à son cheval, anglais aux oiseaux, français à son ami, italien à sa maîtresse et espagnol à Dieu ! »[66]. La citation est aussi donnée comme « espagnol à Dieu, italien aux femmes, français aux hommes, néerlandais aux oiseaux, anglais aux commerçants et allemand aux chevaux » entre autres.
- « J'ai appris l'italien pour parler au pape ; l'espagnol pour parler à ma mère ; l'anglais pour parler à ma tante ; l'allemand pour parler à mes amis ; le français pour me parler à moi-même. »[12]
- « Le sang de la vigne me convient bien moins que la fille de l'orge »[67]
- « Sur mon empire, le soleil ne se couche jamais »[68]
- « Vous avez détruit ce que l'on ne voyait nulle part pour construire ce que l'on voit partout », aux chanoines ayant modifié le chœur de la cathédrale (ancienne mosquée) de Cordoue.

## Voir aussi

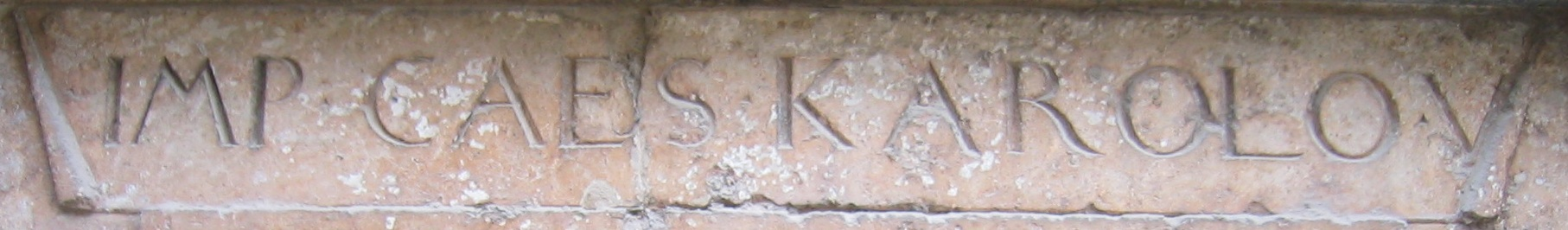
Palais de Charles Quint à l'Alhambra, Espagne.